# Российские железные дороги
Росси́йские желе́зные доро́ги (полное наименование — открытое акционерное общество «Росси́йские желе́зные доро́ги» (ОАО «РЖД»)) — российская государственная вертикально интегрированная компания, владелец инфраструктуры общего пользования и крупнейший перевозчик российской сети железных дорог. Образована в 2003 году на базе Министерства путей сообщения России. 100 % акций компании принадлежат Российской Федерации, на основании Федерального закона от 27 февраля 2003 года № 29-ФЗ «Об особенностях управления и распоряжения имуществом железнодорожного транспорта» Правительство Российской Федерации исполняет от имени государства полномочия акционера ОАО «РЖД». Главный офис находится в Москве.
Крупнейший работодатель России. По состоянию на ноябрь 2024 года в материнской компании РЖД работали 681 тыс. человек. Всего в холдинге РЖД трудится более 850 тысяч человек.
В 2018 году компания заняла в рейтинге глобальной конкурентоспособности второе место по грузообороту, четвёртое место — по пассажирообороту, первое место по безопасности движения, энергоэффективности и защите окружающей среды.
ОАО «РЖД» работает в 77 из 89 субъектов Российской Федерации. В 2024 году компания перевезла 1,28 млрд пассажиров и 1,18 млрд тонн грузов. Вклад РЖД в ВВП России в 2017 году составляет 1,4 %. Доля РЖД в российских инвестициях — 3 %, в инвестициях транспорта 13 %. На ОАО «РЖД» приходится более 27 % пассажирооборота всей транспортной системы России и более 45 % её грузооборота (без учёта трубопроводного транспорта — 87 %). По объёму выручки от реализации продукции ОАО «РЖД» в 2019 году занимает 5-е место в рейтинге крупнейших компаний России.
Генеральный директор компании — Олег Белозёров (с 18 ноября 2017 года, до этого, с 20 августа 2015 года — президент, переназначен в марте 2021 года сроком на 5 лет).
11 апреля 2022 года в связи с санкциями введёнными против России из-за вторжения России на Украину комиссия по производным финансовым инструментам CDS признала ОАО «РЖД» неплатёжеспособным после пропуска выплаты процентов по облигациям. Компания пыталась и не смогла провести выплату из-за наложенных на неё санкций, из-за чего допустила технический дефолт по причине невозможности погасить выпуск долларовых еврооблигаций номинальным объёмом около 605 млн долларов, а также выплатить накопленный доход по нему.

## Краткая характеристика, значение и основные показатели
Открытое акционерное общество «Российские железные дороги» — это современный транспортно-логистический комплекс, имеющий стратегическое значение для России. Компания является важнейшим связующим звеном в единой экономической системе России и обеспечивает бесперебойную хозяйственную деятельность промышленных предприятий, а также является доступным транспортом для миллионов граждан.
Учредителем и единственным акционером ОАО «РЖД» является Российская Федерация. От имени Российской Федерации полномочия акционера имеет Правительство Российской Федерации. Имущество акционерного общества было приобретено (сформировано) путём внесения в уставный капитал ОАО «РЖД» активов 987 организаций железнодорожного транспорта, принадлежащих государству.

### Уставный капитал
| год  | Размер уставного капитала (руб.) | Размер уставного капитала (в акциях) |
| 2017 | 2 169 297 826 000                | 2 169 296 834                        |
| 2021 | 2 723 302 181 000                |                                      |
| 2022 | 2 973 302 181 000                |                                      |
| ---- | -------------------------------- | ------------------------------------ |

### Технические характеристики
| Эксплуатационная длина железных дорог   | 85,3 тыс. км |
| Протяжённость электрифицированных линий | 43,4 тыс. км |

### Парк подвижного состава
| Вид                                                         | Количество (тыс. единиц) |
| ----------------------------------------------------------- | ------------------------ |
| Грузовые магистральные локомотивы (электровозы и тепловозы) | 11,8                     |
| Грузовые вагоны всех типов*                                 | 196,3                    |
| Маневровые локомотивы (тепловозы)                           | 5,9                      |
| Пассажирские локомотивы (электровозы и тепловозы)           | 3,1                      |
| Пассажирские вагоны дальнего следования                     | 21,0                     |
| Пассажирские вагоны пригородных поездов                     | 14,3                     |
| * — грузовые вагоны холдинга ОАО "РЖД"                      |                          |

| Доля в грузообороте транспортной системы России           | 45,3 % (с учётом трубопроводного транспорта). |
| Доля в общем пассажирообороте транспортной системы России | 26,4 %                                        |

### Рейтинговые оценки
В 2017 году компания получила рейтинг ААА(RU) со стабильным прогнозом от рейтингового агентства АКРА и затем ежегодно его подтверждала (2018-2025).

## История
ОАО «РЖД» создано 18 сентября 2003 года постановлением Правительства Российской Федерации № 585. 1 октября 2003 года РЖД приняло от Министерства путей сообщения Российской Федерации (МПС России) функции управления железнодорожным транспортом (за МПС России оставались лишь функции государственного регулирования). РЖД получило 987 предприятий (95 % по стоимости активов ведомства) из 2046, составлявших систему МПС. Технология перевозок, структура и иерархия управления железных дорог при передаче не изменились.
Указом президента от 9 марта 2004 года МПС России было упразднено.

### Реформа железнодорожной отрасли
В середине 1990-х годов рентабельность железнодорожных перевозок МПС России упала до отрицательных значений, бюрократизация самого министерства подвергалась публичной критике, что стало поводом для реформ.
Вскоре после избрания в 2000 году президентом России Владимир Путин одобрил идею реформы железнодорожного транспорта, согласно которой все хозяйственные функции на железной дороге должны быть переданы акционерному обществу со 100-процентным участием государства. Старт госпрограммы реформирования железнодорожного хозяйства России дало создание ОАО «РЖД» в октябре 2003 года. Новая компания получила свыше 95 % активов, относившихся к Министерству путей сообщения Российской Федерации. По состоянию на 2016 год, ОАО «РЖД» возложенные программы реформирования выполнить в срок не смогло.

### Логотип и фирменный стиль

Старый логотип РЖД

За время деятельности произошла одна смена фирменного стиля.
- В 2003—2007 годах логотипом была надпись «РЖД», внизу — окрылённое железнодорожное колесо, а под ним — перекрещённые молоток и разводной ключ (возможно, это были остатки от эмблемы МПС России). Весь логотип выполнен в голубом цвете.
- В мае 2007 года руководство компании объявило о смене корпоративного имиджа. Смена фирменного стиля происходила в несколько этапов в течение 2007—2010 годов[26]. Окончательный вариант логотипа РЖД был разработан брендинговым агентством BBDO Branding[27]. Также по заказу BBDO Branding агентство HardCase Design разработано семейство корпоративных шрифтов RussianRail, состоящее из 15 начертаний. В новом логотипе компании был использован гротесковый шрифт RussianRail Grotesque Medium[28]. В 2008 году новый логотип «РЖД» стал финалистом международного дизайнерского конкурса WOLDA '08[29].

## Собственники и руководство

Министр транспорта РФ Евгений Дитрих и гендиректор РЖД Олег Белозёров на железнодорожном форуме в Сочи. 2 октября 2018 года

Единственным акционером общества является Российская Федерация. Полномочия акционера имеет Правительство Российской Федерации. Оно утверждает в должности генерального директора общества, ежегодно формирует совет директоров и утверждает годовые отчёты. Обществом руководит Правление, куда входят топ-менеджеры, отвечающие за различные направления деятельности.
22 июля 2013 года постановлением Правительства РФ ОАО «РЖД» включено в список госкомпаний, руководители которых обязаны декларировать свои доходы и расходы. 17 ноября 2017 года постановлением Правительства России внесены изменения в Устав ОАО «РЖД», согласно которым президент компании впредь именуется генеральным директором, а срок его полномочий увеличен с трёх до пяти лет.

### Председатель совета директоров
- Христенко Виктор Борисович (16 октября 2003 — 20 июля 2004);
- Жуков Александр Дмитриевич (20 июля 2004 — 30 сентября 2011);
- Андросов Кирилл Геннадьевич (30 сентября 2011 — 22 июня 2015);
- Дворкович Аркадий Владимирович (22 июня 2015 — июнь 2018);
- Акимов Максим Алексеевич (июнь 2018 — март 2020);
- Белоусов Андрей Рэмович (марта 2020 — май 2024)[35][36].
- Савельев Виталий Геннадьевич (с 7 июня 2024)[37].

### Президент (с 2017 года генеральный директор)
- Фадеев Геннадий Матвеевич (23 сентября 2003 — 14 июня 2005);
- Якунин Владимир Иванович (14 июня 2005 — 20 августа 2015);
- Белозёров Олег Валентинович (20 августа 2015 — настоящее время).

## Структура
В рамках проведения структурной реформы на железнодорожном транспорте, с созданием условий для отделения деятельности по предоставлению услуг инфраструктуры от перевозочной деятельности и появлением конкурентной среды, с 2008 года структура компании трансформируется в вертикально-ориентированный холдинг.
Железная дорога в своей структуре имеет предприятия дорожного подчинения, полигон каждой железной дороги делится на регионы. C 1 января 2011 года отменена подструктура отделений на всех железных дорогах. С переходом на безотделенческую систему работы каждая дорога состоит из регионов, возглавляемых заместителем начальника дороги по региону.

### Филиалы — производственные подразделения
Перечень 57 филиалов ОАО «РЖД» по состоянию на 27 ноября 2022 года:
| 1  | Административно-хозяйственное управление — филиал ОАО «РЖД» (АХУ)                                                                   |
| 2  | Восточно-Сибирский центр инновационного развития                                                                                    |
| 3  | Главный вычислительный центр — филиал ОАО «РЖД» (ГВЦ)                                                                               |
| 4  | Горьковский центр инновационного развития                                                                                           |
| 5  | Дальневосточный центр инновационного развития                                                                                       |
| 6  | Дирекция железнодорожных вокзалов — филиал ОАО «РЖД» (ДЖВ)                                                                          |
| 7  | Дирекция капитального ремонта и реконструкции объектов электрификации и электроснабжения железных дорог — филиал ОАО «РЖД» (ДКРЭ)   |
| 8  | Дирекция по комплексной реконструкции железных дорог и строительству объектов железнодорожного транспорта — филиал ОАО «РЖД» (ДКРС) |
| 9  | Дирекция по ремонту тягового подвижного состава — филиал ОАО «РЖД» (ЦТР)                                                            |
| 10 | Дирекция по строительству сетей связи — филиал ОАО «РЖД» (ДКСС)                                                                     |
| 11 | Дирекция развития железных дорог Восточного полигона ОАО «РЖД» — филиал ОАО «РЖД» (ДРВП)                                            |
| 12 | Дирекция скоростного сообщения — филиал ОАО «РЖД» (ДОСС)                                                                            |
| 13 | Дирекция тяги — филиал ОАО «РЖД» (ЦТ)                                                                                               |
| 14 | Забайкальский центр инновационного развития                                                                                         |
| 15 | Западно-Сибирский центр инновационного развития                                                                                     |
| 16 | Калининградский центр инновационного развития                                                                                       |
| 17 | Красноярский центр инновационного развития                                                                                          |
| 18 | Куйбышевский центр инновационного развития                                                                                          |
| 19 | Московская дирекция моторвагонного подвижного состава                                                                               |
| 20 | Московский центр инновационного развития                                                                                            |
| 21 | Научно-производственный центр по охране окружающей среды — филиал ОАО «РЖД»                                                         |
| 22 | Октябрьский центр инновационного развития                                                                                           |
| 23 | Петропавловское отделение Южно-Уральской железной дороги                                                                            |
| 24 | Приволжский центр инновационного развития                                                                                           |
| 25 | Проектно-конструкторское бюро вагонного хозяйства — филиал ОАО «РЖД» (ПКБ ЦВ)                                                       |
| 26 | Проектно-конструкторское бюро локомотивного хозяйства — филиал ОАО «РЖД» (ПКБ ЦТ)                                                   |
| 27 | Проектно-конструкторское бюро по инфраструктуре — филиал ОАО «РЖД» (ПКБ И)                                                          |
| 28 | Проектно-конструкторско-технологическое бюро пассажирского комплекса (ПКТБ Л)                                                       |
| 29 | Проектно-конструкторско-технологическое бюро по нормированию — филиал ОАО «РЖД» (ПКТБ Н)                                            |
| 30 | Проектно-конструкторско-технологическое бюро по системам информатизации — филиал ОАО «РЖД» (ПКТБ ЦКИ) (Барыбинский офис)            |
| 31 | Проектно-конструкторско-технологическое бюро по системам информатизации — Центр цифровых технологий филиал ОАО «РЖД» (ПКТБ-ЦЦТ)     |
| 32 | Свердловский центр инновационного развития                                                                                          |
| 33 | Северный региональный общий центр обслуживания (Сев ОЦОР)                                                                           |
| 34 | Северный филиал акционерного общества «Федеральная пассажирская компания»                                                           |
| 35 | Северный центр инновационного развития                                                                                              |
| 36 | Северо-Кавказский центр инновационного развития                                                                                     |
| 37 | «Трансинформ» — филиал ОАО «РЖД» (ТИ)                                                                                               |
| 38 | Трансэнерго — филиал ОАО «РЖД» |
| 39 | Центральная дирекция закупок и снабжения — филиал ОАО «РЖД» (ЦДЗС)                                                                  |
| 40 | Центральная дирекция здравоохранения — филиал ОАО «РЖД» (ЦДЗ)                                                                       |
| 41 | Центральная дирекция инфраструктуры — филиал ОАО «РЖД» (ЦДИ)                                                                        |
| 42 | Центральная дирекция моторвагонного подвижного состава — филиал ОАО «РЖД» (ЦДМВ)                                                    |
| 43 | Центральная дирекция пассажирских обустройств — филиал ОАО «РЖД» (ЦДПО)                                                             |
| 44 | Центральная дирекция по ремонту пути — филиал ОАО «РЖД» (ЦДРП)                                                                      |
| 45 | Центральная дирекция по тепловодоснабжению — филиал ОАО «РЖД» (ЦДТВ)                                                                |
| 46 | Центральная дирекция по управлению терминально-складским комплексом (ЦМ)                                                            |
| 47 | Центральная дирекция управления движением — филиал ОАО «РЖД» (ЦД)                                                                   |
| 48 | Центральная станция связи — филиал ОАО «РЖД» (ЦСС)                                                                                  |
| 49 | Центр инновационного развития — филиал ОАО «РЖД» (ЦИР)                                                                              |
| 50 | Центр корпоративного учета и отчетности «Желдоручет» — филиал ОАО «РЖД»                                                             |
| 51 | Центр научно-технической информации и библиотек — филиал ОАО «РЖД» (ЦНТИБ)                                                          |
| 52 | Центр организации труда и проектирования экономических нормативов (ЦОТЭН)                                                           |
| 53 | Центр управления содержанием инфраструктуры Центральной дирекции инфраструктуры — филиала ОАО «РЖД» (ЦУСИ)                          |
| 54 | Центр фирменного транспортного обслуживания — филиал ОАО «РЖД» (ЦФТО)                                                               |
| 55 | Юго-Восточная дирекция железнодорожных вокзалов                                                                                     |
| 56 | Юго-Восточный центр инновационного развития                                                                                         |
| 57 | Южно-Уральский центр инновационного развития                                                                                        |

### Филиалы — железные дороги
Принадлежащая ОАО «РЖД» железнодорожная сеть разделена между 16 филиалами, имеющими статус Регионального центра корпоративного управления (РЦКУ). Условная нумерация железных дорог ведется с запада на восток.

Расположение железных дорог РЖД

| №  | Филиал                             | Субъекты Российской Федерации | Управление      | Начальник дороги                  |
| -- | ---------------------------------- | --- | --------------- | --------------------------------- |
| 1  | Октябрьская железная дорога        | Тверская, Псковская, Новгородская, Ленинградская, Мурманская области, Республика Карелия, города Москва и Санкт-Петербург, частично проходит по территории Вологодской (до Череповца), Московской и Ярославской (линия на Углич) областей.                                                          | Санкт-Петербург | Виктор Георгиевич Голомолзин      |
| 2  | Калининградская железная дорога    | Калининградская область | Калининград     | Сергей Владимирович Сапегин       |
| 3  | Московская железная дорога         | Брянская, Калужская, Курская, Московская, Орловская, Рязанская, Смоленская, Тульская области, г. Москва, отдельные участки — на территории Республики Мордовия (запад), Белгородской, Владимирской и Липецкой областей                                                                              | Москва          | Валерий Фаритович Танаев          |
| 4  | Горьковская железная дорога        | Нижегородская, Владимирская, Кировская области, республики Мордовия (северо-восток), Чувашия, Удмуртия, Татарстан, Марий Эл, Башкортостан (северо-запад), Пермский край (южная часть), частично Вологодская (станция Сусоловка), Московская (платформа Струя) и Рязанская (станция Тумская) области | Нижний Новгород | Сергей Александрович Дорофеевский |
| 5  | Северная железная дорога           | Архангельская, Ивановская, Костромская, Вологодская, Ярославская области и Республика Коми, частично Владимирская и Тверская области и Ямало-Ненецкий автономный округ (линия на Лабытнанги) | Ярославль       | Рашид Фердаусович Сайбаталов      |
| 6  | Северо-Кавказская железная дорога  | Калмыкия, Дагестан, Чечня, Ингушетия, Адыгея, Карачаево-Черкесия, Ставропольский и Краснодарский края, Кабардино-Балкария, Северная Осетия — Алания, Ростовская области, частично проходит по территории Волгоградской области до города Котельниково.                                              | Ростов-на-Дону  | Сергей Александрович Задорин      |
| 7  | Юго-Восточная железная дорога      | Воронежская, Белгородская, Волгоградская, Ростовская, Курская, Рязанская, Тамбовская, Тульская, Липецкая, Саратовская, Пензенская области | Воронеж         | Павел Алексеевич Иванов           |
| 8  | Приволжская железная дорога        | Саратовская, Волгоградская, Астраханская области, частично проходит по территориям Ростовской, Ульяновской, Самарской областей и Казахстана | Саратов         | Сергей Анварович Альмеев          |
| 9  | Куйбышевская железная дорога       | Республики Башкортостан, Татарстан, Мордовия; Рязанская, Пензенская, Тамбовская, Ульяновская, Самарская, Оренбургская и Челябинская области. | Самара          | Дмитриев Вячеслав Витальевич      |
| 10 | Свердловская железная дорога       | Пермский край, Свердловская, Тюменская области, Ханты-Мансийский автономный округ — Югра, Ямало-Ненецкий автономные округа и Удмуртия, частично проходит по территории Омской области. | Екатеринбург    | Иван Николаевич Колесников        |
| 11 | Южно-Уральская железная дорога     | Оренбургская, Челябинская, Курганская, частично проходит по территориям Самарской, Свердловской, Саратовской областей, республики Башкортостана, а также по территории Северо-Казахстанской области Казахстана.                                                                                     | Челябинск       | Игорь Владимирович Рязанов        |
| 12 | Западно-Сибирская железная дорога  | Омская, Новосибирская, Кемеровская, Томская области, Алтайский край, а также по территории Павлодарской области Казахстана. | Новосибирск     | Александр Валерьевич Грицай       |
| 13 | Красноярская железная дорога       | Красноярский край, Кемеровская область — Кузбасс, Хакасия, Иркутская область | Красноярск      | Туманин Алексей Сергеевич         |
| 14 | Восточно-Сибирская железная дорога | Республика Бурятия, Иркутская область, Забайкальский край, частично Республика Саха (Якутия) (до посёлка Хани) | Иркутск         | Вадим Владимирович Владимиров     |
| 15 | Забайкальская железная дорога      | Забайкальский край и Амурская область | Чита            | Владимир Александрович Антонец    |
| 16 | Дальневосточная железная дорога    | Хабаровский и Приморский края, Республика Саха (Якутия), Амурская и Сахалинская области, Еврейская автономная область | Хабаровск       | Вейде Евгений Владимирович        |

## Дочерние и зависимые общества компании
Перечень 83 дочерних и зависимых обществ по состоянию на 27 ноября 2022 г.:
| №  | Наименование |
| 1  | АО "Акционерная компания «Железные дороги Якутии» (АО "АК «ЖДЯ»)                                                                                   |
| 2  | АО «Алтай-Пригород» (ППК) |
| 3  | АО «Арена-2000» |
| 4  | АО «Байкальская пригородная пассажирская компания» (ППК)                                                                                           |
| 5  | АО «Башкортостанская пригородная пассажирская компания» (ППК)                                                                                      |
| 6  | АО «Вагонная ремонтная компания-1» (АО «ВРК-1») |
| 7  | АО «Владикавказский вагоноремонтный завод им. С. М. Кирова» (АО «ВВРЗ им. С. М. Кирова»)                                                           |
| 8  | АО «Волго-Вятская пригородная пассажирская компания» (ППК)                                                                                         |
| 9  | АО «Волгоградтранспригород» (ППК) |
| 10 | АО «ВСМ» |
| 11 | АО «Дорожный центр внедрения Восточно-Сибирской железной дороги» (АО «ДЦВ ВСЖД»)                                                                   |
| 12 | АО «Желдорипотека» |
| 13 | АО «Желдорреммаш» |
| 14 | АО «Железнодорожная торговая компания» (АО «ЖТК»)                                                                                                  |
| 15 | АО «Забайкальская пригородная пассажирская компания» (ППК)                                                                                         |
| 16 | АО «Зарубежстройтехнология» (АО «ЗСТ») |
| 17 | АО Издательский дом «Гудок» |
| 18 | АО «Институт экономики и развития транспорта» (АО «ИЭРТ»)                                                                                          |
| 19 | АО «Ишимский механический завод» (АО «ИМЗ») |
| 20 | АО «Калининградская пригородная пассажирская компания» (ППК)                                                                                       |
| 21 | АО "Калужский завод «Ремпутьмаш» (АО «РПМ») |
| 22 | АО Компания «ТрансТелеКом» |
| 23 | АО «Краспригород» (ППК) |
| 24 | АО «Кубань Экспресс-Пригород» (ППК) |
| 25 | АО «Кузбасс-Пригород» (ППК) |
| 26 | АО «Люблинский литейно-механический завод» (АО «Люблинский ЛМЗ»)                                                                                   |
| 27 | АО «Московский локомотиворемонтный завод» (АО «Московский ЛРЗ»)                                                                                    |
| 28 | АО "Московский механический завод «Красный путь» (АО "Московский МЗ «Красный путь»)                                                                |
| 29 | АО «Московско-Тверская пригородная пассажирская компания» (ППК)                                                                                    |
| 30 | АО «Научно-исследовательский и конструкторско-технологический институт подвижного состава» (АО «ВНИКТИ»)                                           |
| 31 | АО «Научно-исследовательский институт железнодорожного транспорта» (АО «ВНИИЖТ»)                                                                   |
| 32 | АО «Научно-исследовательский и проектно-конструкторский институт информатизации, автоматизации и связи на железнодорожном транспорте» (АО «НИИАС») |
| 33 | АО "Негосударственный пенсионный фонд «Благосостояние» (АО "НПФ «Благосостояние»)                                                                  |
| 34 | АО «Объединенная транспортно-логистическая компания» (АО «ОТЛК»)                                                                                   |
| 35 | АО «Объединенная транспортно-логистическая компания — Евразийский железнодорожный альянс» (АО «ОТЛК ЕРА»)                                          |
| 36 | АО «Омск-пригород» (ППК) |
| 37 | АО «ОТЛК Логистика» |
| 38 | АО «ОТЛК Финансы» |
| 39 | АО "Пассажирская компания «Сахалин» (ППК) |
| 40 | АО «Первая нерудная компания» (АО «ПНК») |
| 41 | АО «Пермская пригородная компания» (ППК) |
| 42 | АО «Порт Усть-Луга транспортная компания» (АО «ПУЛ транс»)                                                                                         |
| 43 | АО "Пригородная пассажирская компания «Черноземье» (ППК)                                                                                           |
| 44 | АО «РейлТрансАвто» (АО «РТА») |
| 45 | АО «РЖД Логистика» |
| 46 | АО «РЖДстрой» |
| 47 | АО «РЖД Управление активами» |
| 48 | АО «Росжелдорпроект» |
| 49 | АО «Самарская пригородная пассажирская компания» (ППК)                                                                                             |
| 50 | АО «Саратовская пригородная пассажирская компания» (ППК)                                                                                           |
| 51 | АО «Свердловская пригородная компания» (ППК) |
| 52 | АО «Северная пригородная пассажирская компания» (ППК)                                                                                              |
| 53 | АО «Северо-Западная пригородная пассажирская компания» (ППК)                                                                                       |
| 54 | АО «Северо-Кавказская пригородная пассажирская компания» (ППК)                                                                                     |
| 55 | АО «Скоростные магистрали» |
| 56 | АО «Содружество» (ППК) |
| 57 | АО «Торговый дом РЖД» (АО «ТД РЖД») |
| 58 | АО «ТрансВудСервис» (АО «ТВС») |
| 59 | АО «Транспортные технологии» (АО «ТрансТех») |
| 60 | АО "Управляющая компания «Мурманский транспортный узел» (АО "УК «МТУ»)                                                                             |
| 61 | АО «Федеральная грузовая компания» (АО «ФГК») |
| 62 | АО «Федеральная пассажирская компания» (АО «ФПК»)                                                                                                  |
| 63 | АО Футбольный клуб «Локомотив» (АО "ФК «Локомотив»)                                                                                                |
| 64 | АО "Центр корпоративного учета и отчетности «Желдоручет» (АО «Желдоручет»)                                                                         |
| 65 | АО «ЭКЗА» |
| 66 | АО "Экспериментальный завод «Металлист — Ремпутьмаш»                                                                                               |
| 67 | АО «Экспресс-пригород» (ППК) |
| 68 | АО «Экспресс Приморья» (ППК) |
| 69 | АО «Ямальская железнодорожная компания» (АО «ЯЖДК»)                                                                                                |
| 70 | БЛЕК СИ ФЕРРИС ЛИМИТЕД |
| 71 | ЗАО «Регио Телеком-ДВ» (ЗАО «РТ-ДВ») |
| 72 | ЗАО «Южно-Кавказская железная дорога» (ЗАО «ЮКЖД»)                                                                                                 |
| 73 | КОО «Развитие инфраструктуры» (КОО «РазвИн») |
| 74 | ОА «Дорожный центр внедрения Октябрьской железной дороги» (АО «ДЦВ ОЖД»)                                                                           |
| 75 | ОАО «Объединенные электротехнические заводы» (ОАО «ЭлТеЗа»)                                                                                        |
| 76 | ООО «1520 Сигнал» |
| 77 | ООО «Аэроэкспресс» |
| 78 | ООО «Отраслевой центр разработки и внедрения информационных систем» (ООО «ОЦРВ»)                                                                   |
| 79 | ООО "Охранное предприятие «РЖД-ОХРАНА» (ООО "ОП «РЖД-ОХРАНА»)                                                                                      |
| 80 | ООО «РЖД Терминал» |
| 81 | ООО «Цифровая логистика» |
| 82 | ООО «Энергопромсбыт» |
| 83 | Oy Karelian Trains Ltd |

## Деятельность

### Показатели
Основные направления коммерческой деятельности компании — грузовые и пассажирские перевозки. Доля РЖД в грузообороте транспортной системы РФ в 2012 году составляла около 42 %, в пассажирообороте — около 33 %. В 2017 году железнодорожным транспортом РЖД в России перевезено 27 % пассажиров (без учёта городского и водных видов транспорта) и 45 % грузов.
В 2024 году ОАО «РЖД» перевезло 1,28 млрд пассажиров и 1,18 млрд тонн грузов. В 2019 году — 1,2 млрд пассажиров (лучший показатель с докризисного 2007 года) и 1,28 млрд тонн грузов (для сравнения: исторический максимум МПС СССР в 1988 году составил 4,1 млрд тонн грузов). В 2008 году — 1,296 млрд пассажиров и 1,304 млрд тонн грузов.
Чистая прибыль РЖД в 2024 году по российским стандартам бухгалтерского учета (РСБУ) составила 13,9 млрд руб.
В 2018 году компания достигла исторически максимального показателя по грузообороту, выручка возросла до 2,41 трлн рублей, однако чистая прибыль снизилась в 4 раза — до 35,4 млрд рублей. Снижение чистой прибыли объяснялось ростом затрат на дизельное топливо, индексацией заработной платы и обесценением активов РЖД в связи с их старением. Тенденция к увеличению выручки связана с ростом доходов от грузоперевозок и услуг предоставления доступа к железнодорожной инфраструктуре.
ОАО «РЖД» эксплуатирует подавляющее большинство железнодорожных магистралей в России (исключение составляют ряд железных дорог общего пользования, управляемых другими владельцами — ОАО «АК „Железные дороги Якутии“», ОАО «Ямальская железнодорожная компания», «Крымская железная дорога»). На балансе ОАО «РЖД» находятся участки железных дорог общей протяжённостью 85,2 тыс.км со станциями и вокзалами, депо и диспетчерскими системами. По протяжённости электрифицированных магистралей (43 тыс. км) Россия занимает первое место в мире. По состоянию на февраль 2014 года компания не присутствует в 6 субъектах России: в Республике Алтай, Тыве, Ненецком АО, Магаданской области, Чукотском АО и Камчатском крае.
Холдингу принадлежит около 20 тысяч локомотивов (около 90 % всего локомотивного парка). Пассажирские локомотивы составляют около 12 %. В 2019 году приобретено рекордное с момента образования РЖД число новых локомотивов — 783. Часть пассажирских перевозок по сети ОАО «РЖД», в частности, по направлению Москва — Санкт-Петербург, выполняется поездами других транспортных компаний.
Всего на сети РЖД 32 крупнейших сортировочных станций, наибольший объём вагонопотока имеет новая портовая станция Лужская-Сортировочная в Ленинградской области (более 30 тыс. вагонов среднесуточно), затем Инская в Новосибирске (более 27 тыс. вагонов среднесуточно), далее Орехово-Зуево и Бекасово-Сортировочное в Мосузле (более 19 тыс. вагонов среднесуточно).
РЖД — крупнейший работодатель России. В 2004 году занятыми в РЖД числилось 1 млн 465 тыс. человек, в 2017 — 737 тыс. человек. Более 30 % работников компании — женщины. Более 42 % сотрудников, около 380 тыс. чел — моложе 35 лет. В 2020 году из общей численности персонала компании 711 тыс. железнодорожников в офисах за компьютерами работали 240 тыс. корпоративных чиновников. С началом распространения COVID-19 в России в апреле 2020 года 110 тыс. офисных сотрудников РЖД под началом директора по информационным технологиям РЖД Евгения Чаркина были стремительно переведены на удалённую работу. С 2022 года компания приостановила сокращение персонала.
Балансовую стоимость компании РЖД, приватизация которой находится в стадии обсуждения, Олег Белозёров в мае 2016 года оценил в диапазоне от 2 до 4,5 трлн рублей, рыночную — многократно выше.
Для контроля, аудита и оценки имущества РЖД привлекает независимые аудиторские компании.
В 2023 году РЖД получил рекордную прибыль в размере 3,017 трлн рублей. Суммарные активы превысили 8,9 трлн. Объем пассажирских перевозок составил 136,3 млрд пасс./км. 

### Грузовые перевозки
Железнодорожным транспортом РЖД в России перевозится 45 % грузов, а без учёта трубопроводного транспорта — 87 % грузов.
В 2014 году железные дороги России перевезли 90 % всего произведённого в стране угля (в 2018 году уголь составляет более 35 % грузооборота РЖД), 70 % бензина, 74 % дизельного топлива, 47 % цемента. Годовой объём закупок ОАО «РЖД» у отечественных предприятий составил 904,9 млрд руб. Главными поставщиками холдинга являются предприятия чёрной металлургии, топливно-энергетического комплекса, машиностроительные заводы, производители разных типов готовой продукции и оборудования. Всего по состоянию на 2015 год на РЖД работают 19 отраслей российской экономики.
С 2001 года действует автоматизированная система подготовки и оформления перевозочных документов на железнодорожные грузоперевозки ОАО «РЖД» по территории Российской Федерации — ЭТРАН.
Начиная с 2010 года, когда в ходе реформы грузовой парк, в основном, был передан частным компаниям-операторам, в грузообороте РЖД наблюдается ухудшение структуры погрузки в плане её доходности. Председатель экспертного совета Института исследования проблем железнодорожного транспорта Павел Иванкин обращал внимание на индивидуализированную коммерческую политику, которую в собственных интересах проводит операторское сообщество, оставляя для ОАО «РЖД» низкодоходные и малоэффективные грузы и направления перевозок. В результате этой политики, а также сокращения производства на нефтеперерабатывающих и металлургических комбинатах, возрастающей конкуренции со стороны автомобильного и трубопроводного транспорта происходит снижение доли перевозок РЖД высокодоходных грузов (нефти и чёрных металлов). Данная тенденция является также следствием действия главного тарифного документа РЖД, Прейскуранта 10-01, который в 2017 году уже не в полной мере отвечает меняющейся структуре грузооборота на железных дорогах России, в ряде случаев оказывает дестимулирующее влияние, приводит к снижению доходов компании.
В декабре 2014 года компания разрешила перевозки контейнеров исключительно на фитинговых платформах, оборудованных специализированными узлами для крепления крупнотоннажных контейнеров и запретила их перевозки в полувагонах по причине того, что способы размещения и крепления груза в полувагонах не обеспечивают сохранность полувагонов и контейнеров. Вследствие этой протекционистской меры к 2020 году на сети РЖД возник сильный переизбыток полувагонов, который достиг 20 % доли — 100 тыс. из общего их числа более 500 тыс. На фоне дисбаланса возникла необходимость вновь вовлечь полувагоны в перевозку крупнотоннажных контейнеров — с целью сократить число порожних вагонов и увеличить погрузку на сети РЖД (упавшую к лету 2020 года из-за кризиса с COVID-19).
В 2018 году РЖД разделило грузовые перевозки на 7 полигонов: Московский, Октябрьский, Южный, Волжский, Северный, Урало-Сибирский, Восточный.
В 2016 году Правительство РФ (с учётом заморозки тарифов в 2014—2015 годах) индексировало грузовые тарифы сразу на 9 % — на условиях применения компанией тарифных скидок. В 2017 году тарифы на грузоперевозки были индексированы ещё на 4 %, дополнительные 2 % составила временная целевая надбавка на капитальный ремонт пути. Сохраняются льготы по налогу на имущество железнодорожного транспорта. В соответствии с долгосрочной программой развития РЖД, согласованной Правительством РФ, до 2025 года установлена 8-процентная надбавка на тариф на экспортные перевозки, которая только в 2019 году принесёт в бюджет РЖД до 38,5 млрд рублей выручки.
С 2015 года под эгидой РЖД действует Электронная торговая площадка (ЭТП), где грузовладельцы могут оставить заявку на перевозку, а операторы подвижного состава — ознакомиться с имеющимся спросом на перевозки. Информация ЭТП не обязывает к выполнению перевозки, и ввиду объективного дефицита вагонов заявки могут долго оставаться без удовлетворения. ЭТП отражает состояние спроса на рынке грузоперевозок и фиксирует общие тенденции его развития. В среднем время формирования ответа на запросы клиентов в ЭТП составляет 5 секунд. 90 % вагонного парка на площадку предоставляет дочерняя структура РЖД — Федеральная грузовая компания.
За 2016 год, по данным консолидированной отчётности по МСФО, выручка Группы «РЖД» составила 2 133 млрд руб. (+143 млрд к прошлому году). Чистая прибыль — 10,2 млрд руб. (2015 г.: 8,2 млрд руб.). Улучшение операционных показателей обусловлено индексацией тарифов, ростом грузооборота, а также оптимизацией операционных расходов. Вместе с тем «РЖД» признало убыток от обесценения основных средств в сумме 141,6 млрд руб. (2015 г: убыток — 31,3 млрд руб.).
Погрузка в 2016 году составила 1,22 млрд тонн (+0,6 % к 2015), грузооборот — 2,34 трлн т-км (+1,6 % к 2015), пассажирские перевозки — 1,037 млрд (+1,6 % к 2015), пассажирооборот — 124,5 млрд пасс-км (+3,4 % к 2015).
Погрузка в 2017 году составила 1,26 млрд тонн (+3,2 % к 2016 году), грузооборот (с учётом пробега вагонов в порожнем состоянии) — 3,18 трлн т-км (+6 %). По основным номенклатурам: зерно — 22,1 млн тонн (+16,4 %), каменный уголь 358,5 млн тонн (+9,1 %), железная и марганцевая руды — 110,5 млн тонн (+ 0,9 %), химические и минеральные удобрения — 57,1 млн тонн (+6,8 %).
В 2018 году погрузка увеличилась на 2,2 % и достигла 1,29 млрд тонн, отправлено более 1 млрд 152 млн пассажиров, что на 3,1 % больше, чем в 2017 году.
В январе 2018 года стало известно, что РЖД намерено войти на рынок перевозки твёрдых коммунальных отходов (ТКО). Мусор компания станет доставлять, главным образом, из Москвы и Санкт-Петербурга на удалённые региональные полигоны в специальных вагонах — опломбированных герметичных универсальных контейнерах. «Отраслевой центр внедрения новой техники и технологий» (ОЦВ) займётся захоронением отходов на заброшенных объектах Минобороны и закрытых полигонах для уничтожения химического оружия.
По итогам 2024 года грузоперевозки снизились до 1,18 млрд тонн, упав за год на 4,1%.
Грузовые тарифы и тарифные классы
На период сохранения монопольного положения ОАО «РЖД» в перевозочной деятельности государством гарантируется право получения услуг железнодорожного транспорта по регулируемым тарифам. Расценки на грузовые перевозки устанавливаются тарифным руководством («прейскурант 10-01»). Все грузы, перевозимые компанией, делятся на три тарифных класса. Первый класс составляет низкомаржинальный сегмент — это сырьевые грузы, транспортная составляющая в цене которых превышает 15 %. К первому классу относятся низкодоходные, «социально значимые» грузы — железная руда, цемент, необработанная древесина, техническая соль, песок, щебень, а также другие стройматериалы. Их перевозка ведется по базовому провозному тарифу. Ко второму классу относятся зерно и иная пищевая продукция, нефть и основные нефтепродукты, уголь, минеральные удобрения, другие грузы с долей транспортной составляющей от 10 % до 15 %. Второй класс грузов перевозится по себестоимости. Третий класс (несырьевая группа) образует высокомаржинальная готовая продукция с транспортной составляющей менее 10 % — это, в частности, контейнерные грузы, автомобили, машины и техника, станки, двигатели, оборудование. Их перевозят по повышенному тарифу, в целях компенсации низкодоходных перевозок первого класса. К числу высокомаржинальных относятся также перевозки скоропортящихся продовольственных грузов. Начиная с 2017 года РЖД, следуя указаниям президента Путина о продовольственном субсидировании, установило специальную 10,3-процентную скидку на экспортную перевозку зерна из внутренних регионов России, удалённых от морских портов.
Плата за использование грузовых вагонов («вагонная составляющая» грузового тарифа), уплачиваемая грузовладельцами компаниям-операторам подвижного состава, составляет примерно 15 % общей ставки. В 2017 году рыночные ставки на самые дорогие бункерные вагоны-зерновозы доходили до 1600 рублей в сутки при средневзвешенной цене на самые востребованные полувагоны 1300—1500 рублей, однако Федеральная антимонопольная служба считала экономически обоснованной ставку на вагоны 800 рублей. Плата за инфраструктуру и локомотивную тягу (провозной тариф) собирается ОАО «РЖД», приватизация этих хозяйств в обозримой перспективе не планируется.
На 2019—2025 годы распоряжением Правительства РФ установлено, что ежегодный темп роста тарифов на оказание услуг по перевозке грузов и услуг по использованию инфраструктуры железнодорожного транспорта общего пользования станет определяться на уровне годовой инфляции (средневзвешенного индекса потребительских цен) минус 0,1 процентного пункта. При индексации тарифа учитываются расходы на усиление транспортной безопасности, составляющие 1 трлн рублей в год.
В 2017 году общая сумма штрафов, выставленная компании РЖД её клиентами, достигла 1,8 млрд руб., преимущественно это штрафы за просрочку доставки грузов, контейнеров и порожних вагонов. В ряде случаев штраф может составлять 100 % провозного тарифа, что существенно контрастирует с международными нормами, в частности, Беларуси и Казахстана, где максимальная сумма штрафа законодательно ограничена порогом 30-50 %.
В 2022 году суммарная чистая прибыль 18 ведущих операторов грузовых вагонов на сети РЖД достигла 226,2 млрд руб., что в 2,3 раза больше, чем в 2021 году, однако более половины суммы пришлось на четырёх крупнейших операторов; причиной стал, главным образом, рост ставок аренды вагонов.

### Дальнее пассажирское сообщение

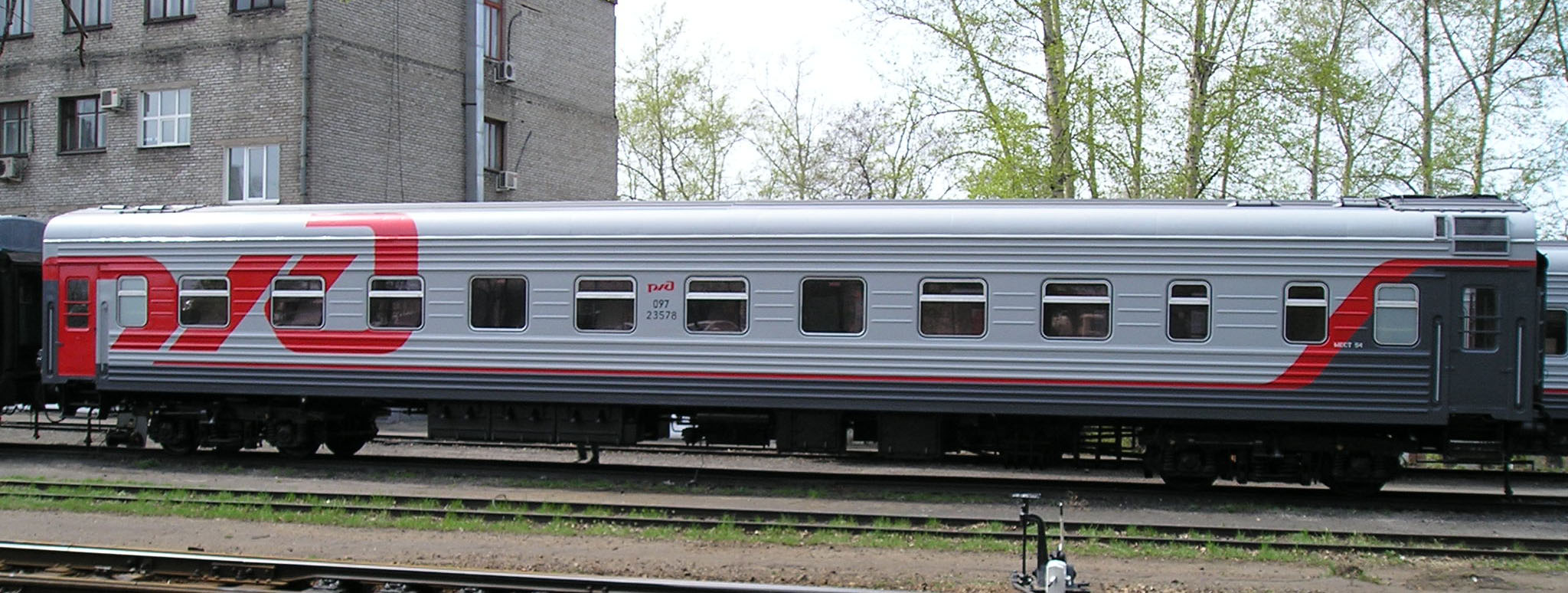
Вагон, оформленный в новом фирменном стиле ОАО РЖД

По расписанию на 2016 год РЖД имеет в постоянном графике около 520 пассажирских поездов на 120 направлениях формирования ФПК во внутригосударственном сообщении (из них около 300 — отправлением из Москвы и Санкт-Петербурга, 390 — включены в систему динамического тарифообразования). Среднесуточная продажа билетов на поезда РЖД составляет 240 тыс. штук (около 60 тыс. в купе и около 130 тыс. в плацкартные вагоны). Максимальное за сутки число билетов было продано 17 ноября 2017 года — 521 тыс., что в 2,2 раза больше среднего показателя.
С 2010 года перевозку пассажиров и грузобагажа в дальнем сообщении производят Федеральная пассажирская компания (100%-я «дочка» РЖД), а также, в целях обеспечения конкуренции, не входящие в РЖД компания ТрансКлассСервис и ряд более мелких компаний.
С 30 октября 2013 года началось регулярное движение двухэтажных поездов на маршруте Москва — Сочи. В 2016 году двухэтажные поезда курсируют также в Санкт-Петербург, Самару, Воронеж, Казань — каждый поезд состоит из 15 вагонов. Всего на линиях РЖД курсируют 170 двухэтажных вагонов — 155 спальных и 15 с местами для сидения, в 2016 году приобретены ещё 74 вагона. Стоимость билета в купе двухэтажного вагона ниже, чем обычного; места раскупаются быстрее, чем в стандартных вагонах. Себестоимость перевозки, затраты на электроэнергию меньше, чем у обычных поездов.
Правительство РФ субсидирует перевозки в плацкартных и общих вагонах, в связи с этим Федеральная антимонопольная служба устанавливает регулируемые тарифы на билеты в эти виды вагонов — ниже их рыночной стоимости. Цена билетов в вагонах купе, СВ и люкс устанавливается компанией РЖД самостоятельно на рыночных принципах.
С 2019 года весь парк вагонов будет разделён на 3 типа: дневной экспресс (до шести часов в пути), ночной (до 12 часов) и традиционный (более 12 часов). По классам обслуживания и тарифам будут 4 типа вагонов: «бизнес», «комфорт», «эконом» и «эконом-бюджет».

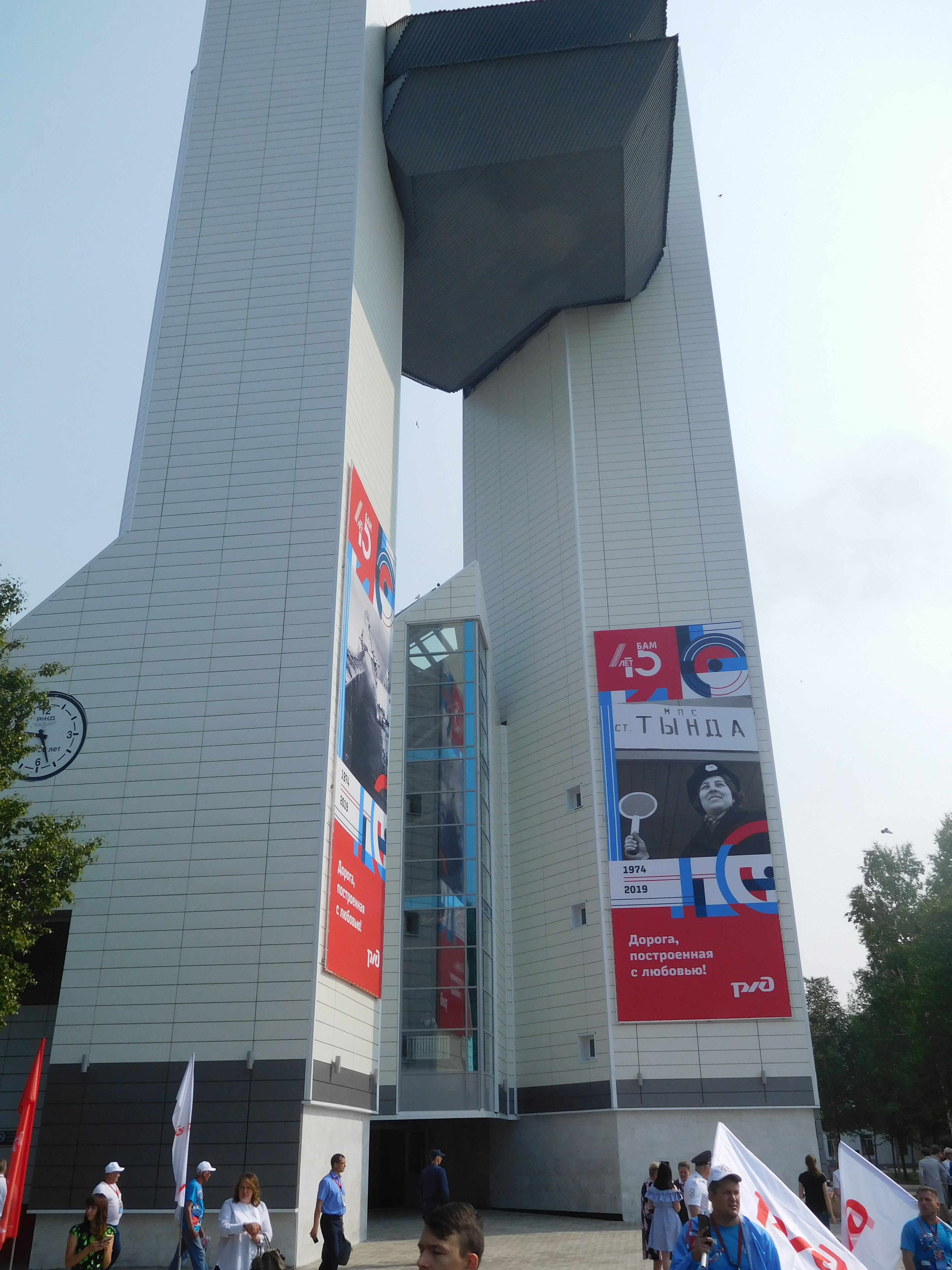
Вокзал станции Тында в праздничном оформлении к 45-летию строительства БАМа со слоганом магистрали «Дорога, построенная с любовью», 2019 год

Тариф на пассажирские перевозки условно разделён на две составляющие: «билет» (включающий расходы на транспортную инфраструктуру, локомотивную тягу и вокзальную составляющую) и «плацкарту» (услуги транспортной компании — владельца вагона). С 2003 года применяется график гибкого регулирования тарифов (ГГР) и система динамического ценообразования на проезд в поездах дальнего следования:
- в периоды повышенного спроса тариф выше среднегодового на 5-20 % (в прошлые годы был до +45 %),
- примерно треть года действует базовый тариф,
- в периоды низкого пассажиропотока — на 5-20 % ниже. В отдельные дни года (от 1 до 3 дней, в разные годы было 31.12, 01.01 и даты в районе 9 мая) действует индекс 45-50 %, то есть билеты дешевеют вдвое.

ГГР рассчитан так, чтобы стимулировать пассажира сместить поездку на дату с меньшим индексом. Согласно системе динамического ценообразования, чем раньше куплен билет — тем он дешевле, самые дорогие билеты — в день поездки.
По заявлениям ОАО «РЖД» в 2014 году, пассажирские перевозки, за исключением отдельных высокодоходных направлений, являются убыточными. Эти убытки покрываются частично за счёт компенсаций из бюджета, а по большей части — с помощью перекрёстного субсидирования за счёт доходов от грузовых перевозок.
С начала 2014 года пассажирские перевозки между Россией и Украиной к ноябрю 2014 года сократились на 60 %. В целом объёмы пассажирских перевозок в дальнем сообщении в 2014 году упали на 9 %.
См. также Конкуренция и тарифное регулирование на рынке железнодорожных перевозок и железнодорожных активов в России.
С 10 декабря 2017 года билеты в дальнем сообщении РЖД продаются за 90 суток до отправления поезда.
В 2016 году в страны дальнего зарубежья поездами РЖД перевезена 641 тыс. пассажиров, при этом более 70 % от общего объёма перевозок со странами дальнего зарубежья составляет сообщение между Россией и Финляндией. В 2017 году Федеральная пассажирская компания имеет всего 112 международных маршрута, вместо 123 в 2016 году. Пассажирские перевозки идут в 21 страну Европы и Азии. Актуальными целями РЖД в 2017 году является ускорение поездов, следующих в Западную Европу и Китай, понижение тарифов в сообщении со странами ближнего зарубежья.
С 20 января 2019 года начата продажа невозвратных билетов на поезда ФПК, что, как ожидается, приведёт к снижению стоимости билетов в сидячие вагоны, купе и СВ на 15-20 %. Вводится единая транспортная карта РЖД для оплаты проезда и услуг на вокзалах.
Регулярное сообщение с Крымом по Крымскому железнодорожному мосту началось 25 декабря 2019 года. Пассажирские поезда будут следовать в Крым из Москвы, Санкт-Петербурга, Мурманска, Екатеринбурга, Смоленска, Брянска и Кисловодска. Зона юрисдикции РЖД на Крым не распространяется, заканчивается на Таманском полуострове, перед началом моста над Керченским проливом. Сам Крымский мост и стальные пути в Крыму относятся к федеральному государственному унитарному предприятию «Крымская железная дорога». Оператором железнодорожных перевозок в Крым является независимая от РЖД компания «Гранд Сервис Экспресс».

#### Онлайн-агрегатор железнодорожных и автобусных билетов
В марте 2019 года в РЖД сообщили, что Компания планирует создать единую систему для онлайн-продажи билетов на поезда и автобусы.

#### Модернизация плацкартных вагонов
14 ноября 2013 года президент ОАО «РЖД» Владимир Якунин объявил о намерении полностью отказаться от перевозки пассажиров в плацкартных вагонах. Процесс планировался поэтапным и должен был занять не менее 10 лет. Помимо России, плацкартные вагоны в 2013 году использовались только в Китае, Индии и Монголии. Однако впоследствии эту меру пришлось отложить, поскольку для множества пассажиров с низкими доходами поездки в поездах дальнего следования оказались бы недоступны. Доля пассажиров РЖД, выбиравших плацкартные билеты, в 2016 году составила 66 % (остальные — купе, СВ, сидячие и общие вагоны), на плацкарты приходилось 36 % подвижного состава ФПК. Преобладают в выборе плацкарта пассажиры с поездкой продолжительностью до 14 часов, протяжённостью до 1000 км — при заблаговременной (с учётом динамического ценообразования) покупке цена плацкартного билета оказывается ниже цены авиаперелёта компанией-лоукостером. В среднем 1 км поездки в плацкартном вагоне в 2017 году обходился пассажиру в 1,5 рубля. К 2025 году РЖД планирует полностью отказаться от закупки плацкартных вагонов, заменив их одноэтажными вагонами нового поколения с вендинговыми аппаратами и душевыми кабинами, радикальное обновление ожидает и купейные вагоны.
В октябре 2018 года гендиректор РЖД Олег Белозёров сообщил, что, исходя из необходимости предоставить пассажирам личное пространство, плацкартный вагон нового типа, возможно, будет напоминать капсульный отель. В ноябре 2018 года модернизированный плацкартный вагон был представлен на XII международной выставке «Транспорт России» в Москве. Основой вагона нового типа станут модульные конструкции, каждое пассажирское место будет оборудовано плотными шторами, напоминающими вертикальные жалюзи, при желании их в любой момент можно закрыть, чтобы возникло закрытое персональное пространство. Полки для лежания будут похожи на диваны с подголовниками, рядом предусмотрены индивидуальные электрические розетки и USB-разъёмы, локальное освещение. Санузлы в вагонах будут оснащены вакуумными унитазами, гигиеническими душами, пеленальными столиками, автоматическими кранами, дозаторами мыла и бумажными полотенцами. Новый дизайн интерьера будет оформлен в корпоративных красно-серых тонах. В марте 2019 года были поставлены первые вагоны, также заявлено о том, что до конца 2019 года поступят ещё 50 вагонов.
В 2023 году в ряде поездов дальнего следования (одноэтажных и двухэтажных) появились детские купе. Особенности: оформление в тематических дизайнах «Космос» и «Рыцари», первое купе (места 1-4) нижнего этажа, нижние спальные места трансформируются в диваны, столик выполнен в виде шахматной доски, есть персональные розетки, USB-порты и индивидуальные сейфы. В 2025 году количество вагонов с такими купе превысило 700.
До 2025 года, когда ожидается завершение модернизации, вагоны будут разделены по классам обслуживания и тарифам на 4 группы. В самый дешёвый сегмент, «эконом-бюджет», попадут вагоны (не только плацкартные) с низкой сервисной оснащённостью, без кондиционеров и биотуалетов.
Первые плацкартные вагоны с модернизированным интерьером начали курсировать в составах поездов из Ростова-на-Дону в Москву с 18 марта, а и из Москвы в Анапу — с 19 марта 2019 года.

### Пригородный пассажирский комплекс
С 2009 года РЖД не является непосредственным перевозчиком пассажиров — кроме Московского центрального кольца. Пригородные перевозки проводят пригородные пассажирские компании, учредителями которых являются органы исполнительной власти субъектов Российской Федерации, РЖД и частные инвесторы. Это такие компании, как ОАО «ЦППК», ООО «Аэроэкспресс», ОАО «СЗППК» и т. д. К 2012 году число ППК в России достигло 26. Специально для ППК введён нулевой тариф за использование железнодорожной инфраструктуры, в качестве компенсации РЖД ежегодно получает от государства 25 млрд руб. субсидий.
Пригородные перевозки в целом по сети в 2011 году возросли на 5,6 % и составили 878,33 млн чел. К 2019 году 70 % пригородных перевозок в России проводится на отечественном моторвагонном составе.
Первое место по объёму пригородных перевозок по итогам 2011 года со значительным отрывом занимает Московская железная дорога — 510,1 млн чел. На втором месте — Октябрьская железная дорога — 118,9 млн чел. Третье место — Западно-Сибирская железная дорога — 41,9 млн чел. 4-е место — Горьковская железная дорога — 41,3 млн чел, 5-е место — Северо-Кавказская железная дорога — 31,81 млн чел, 6-е место — Свердловская железная дорога — 26,04 млн чел, 7-8-е места — Восточно-Сибирская железная дорога и Куйбышевская железная дорога — по 16,9 млн чел, 9-е место — Юго-Восточная железная дорога — 16,2 млн чел, 10-е место — Северная железная дорога — 13,7 млн чел, 11-е место — Южно-Уральская железная дорога — 12,55 млн чел, 12-е место — Дальневосточная железная дорога — 11,5 млн чел. Остальные железные дороги перевезли менее чем по 10 млн чел.
Пассажирооборот пригородного железнодорожного транспорта по регионам России варьируется от 5 % до 30 % в общем пассажиропотоке.
21 января 2016 года определено, что ОАО «РЖД» возьмёт на себя функции перевозчика на Московском центральном кольце. При этом столичные власти решили, что железнодорожному кольцу предстоит стать ещё одной линией Московского метро. 10 сентября 2016 года движение по МЦК началось, по состоянию на февраль 2017 года среднесуточный объём перевозок по кольцу — 300 тысяч пассажиров, а к октябрю 2018 года вплотную приблизился к полумиллиону пассажиров.
В 2015 году правительство РФ приняло решение об обнулении НДС для пригородных перевозок и компенсации стоимости инфраструктуры до 2030 года, что сдерживающе отразилось на билетных тарифах. Эта социальная помощь государства дала возможность направить дополнительные средства на обновление парка электропоездов и вагонов, эффект от чего проявился уже после 2016 года.
Проект «городская электричка» к 2016 году реализован, помимо Москвы, ещё в десяти городах России — Красноярске, Уфе, Ростове-на-Дону, Волгограде, Нижнем Новгороде, Тамбове, Воронеже, Калининграде, Казани и Новомосковске.
За 15 лет существования компании РЖД (2003—2018) в пригородном сообщении перевезено чуть более 15 млрд пассажиров. В 2018 году перевезено 1,13 млрд пассажиров.

### Инфраструктура
По состоянию на 2019 год общая эксплуатационная длина железнодорожных путей РЖД составляет 85,6 тысяч км, в том числе по ширине колеи 1520 мм — 84,5 тысячи км, протяжённость бесстыкового пути — 74,4 тысячи км, на сети железных дорог эксплуатируется 166 975 стрелок, 138 тоннелей и 30 727 мостов. Протяжённость электрифицированных линий — 43,8 тысячи км.
Протяжённость линий, оборудованных автоблокировкой (АБ) и диспетчерской централизацией, составляет 62 055 км, или 72,9 %. Устройства железнодорожной автоматики и телемеханики на сети железных дорог России обслуживают 203 дистанции сигнализации, централизации и блокировки и 1 технический центр автоматики и телемеханики.
Уровень износа инфраструктуры на конец 2012 года составлял 86 %.
Ежегодно компания ремонтирует капитальным и средним ремонтом примерно по 10 000 км пути. По состоянию на 2016 год на сети РЖД — более 25 тыс. км железнодорожных путей с просроченными межремонтными сроками. Около 10 000 км пути, по свидетельству Олега Белозёрова в 2019 году, функционирует в режиме жёсткой перегрузки, и требуется срочная модернизация.
Крупнейшей в XXI веке аварией объекта инфраструктуры РЖД стало обрушение 1 июня 2020 года под воздействием мощного паводка железнодорожного моста через реку Кола 1930 года постройки, в результате чего город Мурманск на 2,5 недели оказался отрезан от сети РЖД. Прекращение железнодорожного сообщения отразилось на работе Мурманского морского торгового порта (перевалка до 23 млн тонн в год (2019)), грузовладельцев — поезда следовали только до станции Выходной в 20 км от Мурманска. Восстановить железнодорожное сообщение с привлечением Железнодорожных войск РФ удалось 18 июня по срочно достроенному обходному пути, восстановление моста через Колу в прежнем месте ожидается к 2021 году.

### Подвижной состав РЖД
Тяговый подвижной состав РЖД включает тепловозы, электровозы, электропоезда, дизель-поезда, автомотрисы, дрезины и прочее самоходное оборудование, нетяговый подвижной состав — различные вагоны (пассажирские, грузовые), специальный подвижной состав.
В 2013 году компания закупила 770 локомотивов на сумму 77,6 млрд руб, в 2016 году — 507 локомотивов. В июле 2016 года компания приняла решение о сокращении ежегодных закупок локомотивов, вместе с тем расширив их аренду и лизинг.
Примерная стоимость нового подвижного состава, использовавшегося в сети РЖД в 2017 году, такова. Заводская цена серийных моделей электровоза и тепловоза колеблется в диапазоне 130—150 млн рублей, новые марки локомотивов, такие, как электровозы ЭП20, ЭП2К, тепловозы 2ТЭ25КМ, ТЭМ14, могут стоить около 200 млн рублей. Новый пассажирский вагон поезда дальнего следования производства Тверского вагоностроительного завода в 2017 году обходился в 47 млн рублей, вагон электропоезда «Ласточка» российской сборки — 121 млн рублей, инновационный грузовой полувагон грузоподъёмностью до 77 тонн — 2,25 млн рублей, крытый грузовой магистральный вагон — 3,7 млн рублей, вагон-зерновоз — 2,3 млн рублей. Для сравнения — стоимость нового вагона метро «Москва» — 65 млн рублей.
Основной, наиболее универсальный и востребованный вид грузовых вагонов на сети РЖД — полувагоны, по состоянию на 2017 год их 484 тыс. единиц.
12-часовая смена работы наиболее распространённого на сети РЖД маневрового тепловоза ЧМЭ3 с машинистом и помощником машиниста по нормативу обходится эксплуатанту в 87 тыс. рублей (2017).
В 2017 году для пассажирских перевозок на сети РЖД используются 21 тыс. вагонов дальнего следования и 14,3 тыс. вагонов пригородных поездов — при этом объём пассажиропотока в дальнем сообщении составляет примерно 10 % от пригородных перевозок.
- Парад поездов РЖД на выставке Экспо 1520 в 2015 году
- Парад поездов РЖД на выставке Экспо 1520 в 2013 году

### Производительность труда
Производительность труда в РЖД принято измерять отношением приведённых тоннокилометров к численности работающих. По данным на 2017 год, грузооборот РЖД составил 2305 млрд приведённых ткм (пассажирооборот — 120 млрд пасс-км) при численности персонала 894 тыс. человек, таким образом, индекс производительности труда составил 2,7. Для сравнения — в США индекс производительности труда (рассчитанный в РЖД по этой методике) в 2017 году достиг 13,3 (2698 (11)/203), в Канаде — 12,3 (413 (2)/34), в Австралии — 10,2 (401 (16)/41) — эти три государства имеют железнодорожные компании с разделённым грузовым и пассажирским движением; при этом пассажирские перевозки в США и Канаде составляют менее 1 % от всех, в Австралии — около 4 %. В странах, где компании совмещают все виды перевозок, наивысшая производительность труда — в России (2,7), далее по примерной выборке следуют Китай — 1,7; Индия — 1,4; Германия — 1,1; Франция — 0,9. Таким образом, отставание РЖД от железнодорожной отрасли США, Канады и Австралии по производительности труда на 2017 год составляет 75-80 %. В качестве наглядного примера указывалось, что в путевом хозяйстве РЖД бригада из 6 монтёров пути меняет в смену 20-24 железобетонных шпал. За такое же время в США бригада из 3 человек и одного экскаватора с манипулятором производит замену 300—350 шпал.

### Безопасность движения поездов
Безопасность движения поездов является приоритетом в деятельности РЖД, соблюдению этого требования подчинены все используемые в сети технологии.
С 2003 года, когда возникло ОАО «РЖД», фактов крушений и аварий по состоянию на октябрь 2014 года не отмечено только на четырёх дорогах: Калининградской, Северной, Приволжской и Западно-Сибирской. За 11 лет деятельности компании число нарушений безопасности движения поездов сократилось в путевом комплексе почти в 8 раз, в хозяйствах автоматики и телемеханики (СЦБ) — в 6 раз, на перевозках — в 3,5 раза, в хозяйствах вагонном, а также электрификации и электроснабжения — в 2 раза. Наиболее частая причина крушений на железных дорогах России — излом боковых рам тележек грузовых вагонов.
По состоянию на 2018 год всего на сети РЖД находятся 29 тыс. железнодорожных переездов, из них 18 тыс. — не в собственности холдинга.
На железнодорожной инфраструктуре России ежегодно гибнет в результате непроизводственного и производственного травматизма и от несчастных случаев в общей сложности около 3 — 3,5 тыс. человек. Непосредственно членов локомотивных бригад в инцидентах на сети РЖД за 10 лет (2008—2018 годы) погибло 7 человек, 5 пострадали.
Непроизводственный травматизм особенно высок в пригородном и городском движении на полигоне Московской железной дороги. Это связано с наиболее интенсивным и скоростным (до 140 км/ч) на сети РЖД движением поездов («Сапсан», «Ласточка», «Иволга», «Стриж»), а также особыми условиями мегаполиса и окрестностей, где граждане часто пересекают не оборудованные надземными переходами и тоннелями железнодорожные пути, случайно, в силу самонадеянности или легкомыслия оказываются в буферной зоне железной дороги и непосредственно на полотне. Московский регион является местом особого распространения зацепинга. В Москве и Подмосковье значительно больше в сравнении с другими регионами РЖД число случаев суицида на железной дороге; для предотвращения их, в частности, на мостах над путями размещаются специальные противосуицидные щиты и сетки. Всего же, по данным, которые 5 июля 2019 года на заседании Межведомственной рабочей группы по профилактике травматизма объявил заместитель Приволжского транспортного прокурора Андрей Неговор, в первом полугодии 2019 года с суицидом связано 23 % смертельных случаев на железной дороге.
Главной причиной травмирования людей (более 86 %) является хождение по железнодорожным путям перед движущимся поездом. За 15 лет в период с 2005 по 2019 год число пострадавших на сети РЖД уменьшилось на 65 %.

### Воинские перевозки
Основной объём воинских перевозок в Российской Федерации выполняется железнодорожным транспортом. Военные перевозки заказывает Управления военных сообщений Департамента транспортного обеспечения Министерства обороны Российской Федерации. Управление заказывает также воинские перевозки в интересах некоторых силовых ведомств и специальных служб. Между РЖД и Министерством обороны РФ заключён государственный контракт, в рамках которого выполняются воинские перевозки, как пассажирские, так и грузовые. Коллегия Министерства обороны РФ рекомендовала в целях рационального расходования средств осуществлять пассажирские воинские перевозки на железнодорожном транспорте РЖД на расстояние до 3000 км, свыше — воздушным транспортом, однако в связи с высокой стоимостью воздушных перевозок в настоящее время воинские железнодорожные перевозки ведутся по всей территории Российской Федерации и ближнего зарубежья.
Ежегодно по сети РЖД по заказам Минобороны РФ перевозится около 200 тыс. вагонов, это примерно 900 эшелонов в год (для сравнения: морским и внутренним водным транспортом — 230 тыс. тонн военных грузов, воздушным — около 3,5 тыс. тонн ежегодно). Последние официально опубликованные цифры военных перевозок по сети РЖД относятся к 2008 году (до войны в Грузии).
Железнодорожным транспортом массово перебрасываются войска, вооружений и боеприпасов по путям сообщения, обеспечение задач оперативной и боевой подготовки войск в районах ведения боевых действий, а также в военных лагерях, учебных центрах, на полигонах; снабженческие перевозки по материально-техническому обеспечению войск, включая перевозки между военными базами и складами; материалов ремонтного фонда, поставщиков в интересах Минобороны РФ; а также иные. Выполняются перевозки, связанные с призывом в Вооружённые Силы РФ, ежегодно по железной дороге доставляется около 260 тыс. призывников для Минобороны РФ и других силовых ведомств, где проходят военную службу.
Специальные перевозки литерными поездами включают в себя транспортировку по сети РЖД компонентов ядерного оружия (ракет, ядерных боеголовок, ядерных боеприпасов и тепловыделяющих элементов, космических аппаратов), материально-технических ценностей в особо крупных размерах. Перевозка перечисленных и иных опасных военных грузов, следующих по путям РЖД, регулируется «Правилами перевозок опасных грузов на железнодорожном транспорте», осуществляется под охраной караулов. Отдельные воинские грузы охраняют в пути следования подразделения ведомственной охраны Федерального агентства железнодорожного транспорта в соответствии с перечнями грузов. Организацию воинских железнодорожных перевозок ведёт Управление военных сообщений Департамента транспортного обеспечения Минобороны России и его органы на местах, а также штабы военных округов, флотов. В осуществлении воинских перевозок, а также в строительстве новых железнодорожных линий и ремонте существующих принимают участие Железнодорожные войска Российской Федерации.
Более 90 % воинских грузоперевозок по сети РЖД выполняются подвижным составом, предоставленным Федеральной грузовой компанией и Первой грузовой компанией, в лицензиях которых с момента их регистрации имеются соответствующие обременения. Объём воинских перевозок в тоннаже составляет в разные годы от 5 до 10 % от общего объёма грузоперевозок в РФ. При публикации годовых показателей в открытых источниках воинские перевозки входят в состав общего объёма тоннажа грузоперевозок, без вычленения абсолютных, относительных и стоимостных данных. Воинские перевозки контингентов и грузов по сети РЖД в системе ЭТРАН не отражаются, их статистика в открытой печати не публикуется, хотя в обобщённом, без детализации, виде она не является государственной тайной. Согласно установленному в РФ порядку, пассажирские и грузовые компании всех форм собственности обязаны предоставлять вагоны для перевозок военного назначения по первому требованию, выполняются такие перевозки в приоритетном порядке, оплата за них производится по специальным тарифам по факту совершения перевозки с использованием воинских перевозочных документов (форма 2). Финансовые операции по оплате за военные перевозки выполняются через специализированные счета банками, аккредитованными в Министерстве обороны РФ. Маржа грузовых операторов по перевозкам военных грузов, как правило, не может превышать 10 %, а фактически, с учётом плановых и непредвиденных проблем оператора в ходе перевозки, оказывается близка к себестоимости или даёт минимальную прибыль. Обналичивание или вывод средств за воинские перевозки свыше установленных нормативов из банка-аккредитанта не допускается, однако сверхнормативная прибыль может депонироваться в этом банке для расчётов за последующие перевозки, в том числе порожние. В целях обеспечения безопасности движения поездов с воинскими грузами и операций с вагонами в пути следования железнодорожникам РЖД, как правило, сообщается только вес поезда и вагонов, а номенклатура и перечень перевозимых грузов — по усмотрению заказчика воинской перевозки.
Представители военных сообщений — начальники военных сообщений действуют на всех 16 железных дорогах РЖД. На крупных железнодорожных станциях работают военные коменданты, обеспечивающие, в частности, льготы для военнослужащих, следующих по воинским требованиям.

### Либерализация рынка тяги
Либерализация рынка локомотивной тяги — наиболее спорный и противоречивый этап реформы железнодорожного транспорта РФ. К 2013 году рынок локомотивной тяги в РФ почти полностью монополизирован: магистральные локомотивы (около 21 тыс., 70 % которых находились в изношенном состоянии, средний срок службы — 40 лет) в подавляющем большинстве принадлежат РЖД. В 2016 году компания приобрела 507 новых локомотивов (поровну тепловозов и электровозов). Согласно Целевой модели рынка грузовых железнодорожных перевозок до 2015 г., отрасль должна начать формирование сектора частных железнодорожных перевозок. Руководство компании неоднократно выступало против идеи появления на российских железных дорогах частных магистральных локомотивов и всячески старалось не афишировать их существование и эксплуатацию, вплоть до эмбарго на освещение этой темы в корпоративной прессе. 31 октября 2012 года комиссия Российского союза промышленников и предпринимателей по транспорту и инфраструктуре пришла к выводу, что распространение частных магистральных локомотивов создаёт риски неоптимального использования активов железнодорожного транспорта в условиях ограниченной пропускной способности инфраструктуры. Риски состоят в отправке поездов составностью и весом ниже предельно допустимых норм, увеличении простоев в ожидании отправления, «недозагрузке» локомотивов, увеличении одиночного пробега локомотивов в депо, нестыковке маршрутов и расписаний, других неблагоприятных последствиях, способных дезорганизовать работу сети.
Тем не менее, приватные магистральные тепловозы в России существуют и с 2003 года курсируют по основным направлениям, главным образом по Московской железной дороге, Октябрьской железной дороге, Северо-Кавказской железной дороге. Частные магистральные тепловозы (в общей сложности более 100) находятся в собственности Globaltrans, «Трансгаранта», «Трансойла». О планах начать эксплуатацию 10 локомотивов для перевозок грузов предприятий группы НЛМК объявила Первая грузовая компания. Частные операторы добиваются либерализации рынка тяги и установления на законодательном уровне статуса локального перевозчика.
Одним из крупнейших операторов, эксплуатирующих частные тепловозы, является ООО «БалтТрансСервис» (БТС, входит в холдинг Globaltrans), имеющее в собственности парк из 57 двухсекционных тепловозов серии 2ТЭ116. Тепловозы имеют отличительную сине-белую окраску и логотип БТС на борту. Данная марка локомотивов выбрана как эффективная по своим тяговым качествам и принадлежащая к той же серии, что и используемая на Октябрьской железной дороге. Это существенно, поскольку компания БТС не имеет ни собственных депо, ни кадров локомотивных бригад, ни системы обучения и подготовки в рейс машинистов. Локомотивы парка БТС используются на замкнутых маршрутах, согласованных с РЖД. Ведут они поезда с нефтеналивными грузами, самыми дорогими и выгодными для перевозки, от крупнейшей на МЖД станции Стенькино-2 в Рязанской области (Рязанский нефтеперерабатывающий завод) в направлении морских портов на Балтике. В основном осуществляется транспортировка топливного мазута и дизельного топлива на экспорт через порты Усть-Луга, а также Таллин и Вентспилс. Плечи обращения тепловозов БТС составляют более 1000 км, в пути локомотивом управляет 5-6 локомотивных бригад. Чтобы избежать затрат на открытие по пути следования подменных пунктов для локомотивных бригад, тепловозы БТС управляются машинистами РЖД. Также в депо РЖД организована экипировка и техническое обслуживание тепловозов БТС. Компания «Трансойл», специализирующаяся тоже на перевозке нефтеналивных грузов, обладает 38 магистральными тепловозами серии 2ТЭ116 и тремя магистральными электровозами серии 2ЭС4к, курсирующими по замкнутым маршрутам в пределах Октябрьской и Северо-Кавказской дорог.
Поскольку разница в тарифах на перевозку нефтеналивных грузов и угля достигает трёх-четырёхкратного размера, то экономических стимулов приобретать магистральные тепловозы для перевозки дешёвых грузов — угля, руды или песка — не существует. 25 июля 2013 года Правительство России по инициативе куратора отрасли, вице-премьера Аркадия Дворковича приняло решение сохранить монополию РЖД на рынке локомотивов с либерализацией на некоторых локальных, малодеятельных маршрутах.
15 октября 2013 года на совещании в Тобольске президент Путин одобрил идею эксплуатации частных локомотивов. РЖД планирует эксперимент по допуску частных перевозчиков на отдельные участки, где им предстоит конкурс «за маршрут». В качестве пилотных предложено 12 маршрутов, пять из которых соответствуют критериям «Целевой модели»: это должен быть тупиковый участок железной дороги протяжённостью от 200 до 700 км, не ведущий к морским портам, пограничным переходам или международным транспортным коридорам.
К 2017 году парк грузовых магистральных локомотивов РЖД существенно обновился и за счёт списания выработавших свой ресурс электровозов и тепловозов сократился до 11,8 тыс. штук.

### Бонусная программа
«РЖД Бонус» — программа поощрения пассажиров АО «Федеральная пассажирская компания», которая действует с 1 июля 2012 года. Участники программы, накопив баллы, могут совершить премиальную поездку сами или, при достаточном количестве баллов, вместе с семьёй или друзьями или могут обменять баллы. Баллы можно накопить оплачивая и фактически совершая поездки в поездах ОАО «РЖД», дочерних компаний и поездах партнёров. Баллы за приобретение товаров или использование услуг партнёра (или эксклюзивного партнёра) начисляются на основании маркетинговых соглашений с партнёром. Партнёрами выступают банк, отели, кафе и рестораны, туристические и розничные компании и другие (например, ВДНХ). По состоянию на июль 2022 года к программе присоединились более 7,6 млн пассажиров, а к 1 января 2023 года 8,2 млн пассажиров, которые в общей сложности совершили 2,6 млн бонусных поездок за баллы. Около 120 тыс. пассажиров пользуются семейным счётом. Наиболее популярными направлениями путешествий участников программы являются Санкт-Петербург, Нижний Новгород, Ярославль, Брянск и Воронеж. 1 мая 2023 года запущена программа поощрения путешественников в туристических поездах «Клуб путешественников».

### Слияния, поглощения и приватизация
28 октября 2011 года была совершена крупнейшая приватизационная сделка в рамках разгосударствления российской железнодорожной отрасли — 75 процентов минус две акции ОАО «Первая грузовая компания» были проданы на аукционе за 125,5 млрд руб. (около 4 млрд долларов) структуре Владимира Лисина ООО «Независимая транспортная компания». Таким образом, Лисин в качестве крупнейшего в России оператора подвижного состава стал контролировать четверть рынка грузовых перевозок по железной дороге. Высказывались мнения, что сумма данной сделки сильно занижена, на торгах отсутствовала конкурентная борьба (на аукционе был сделан только один шаг, стартовая цена была превышена всего на 125 млн руб.). Фактически каждый вагон, находящийся в собственности или управлении ПГК, достался победителю торгов за 530 000 руб. (при том, что цена нового полувагона составляет около 2,2 млн руб.). Руководитель ОАО «РЖД» Владимир Якунин в интервью журналистам в Ереване заявил, что Первую грузовую можно было продать и дороже, однако в официальном пресс-релизе РЖД уточнил, что удовлетворён итогами аукциона.
16 октября 2012 года тендер по продаже оставшегося 25-процентного блокпакета акций ОАО «ПГК» выиграл её основной (а теперь и единственный) собственник, холдинг UCLH, принадлежащий В.Лисину. Блокпакет продан за 50 млрд руб, хотя, по данным прессы, АФК «Система», отстранённая от торгов в последний момент, готова была заплатить дороже, более 60 млрд руб. Аналитиками отмечались необъяснимый протекционизм и парадоксальность действий ОАО «РЖД», которое в условиях нехватки средств на развитие железнодорожной инфраструктуры продаёт привлекательный актив намного дешевле его рыночной цены.
В 2010 году создана дочерняя компания «РЖД Логистика», в начале ноября 2012 года приобретено 75 % акций логистической компании Gefco, дочернего предприятия французского автомобильного концерна PSA Peugeot Citroen. Предположительно сумма сделки составила 800 млн евро. К 2014 году «РЖД Логистика» осуществляет фирменное комплексное транспортно-логистическое обслуживание, включающее погрузку-выгрузку, оформление перевозочных документов, перевозку, переработку и хранение на складе, доставку в порт на борт корабля или грузополучателю, в ряде случаев — вывоз и подвоз по принципу «от двери до двери». Компания имеет более тысячи клиентов — крупные компании и корпорации, 250 партнёров.
27 ноября 2019 года на аукционе РЖД расстались с одним из самых привлекательных, высокотехнологичных и перспективных своих активов — контрольным пакетом ПАО «Трансконтейнер». Крупнейший в России контейнерный оператор, чья годовая чистая прибыль превышала 10 млрд рублей, ушёл в частные руки. Приватизация подконтрольных РЖД 50 % плюс 2 акций «Трансконтейнера» принесла железнодорожному холдингу 60,3 млрд рублей, более чем в 1,5 раза выше стартовой цены. Владельцем «Трансконтейнера» стала группа «Дело» бизнесмена Сергея Шишкарёва. Сделка расценена экспертами как начало поэтапной приватизации компании РЖД, вызвала скептическое отношение первого президента РЖД Геннадия Фадеева.

### Инвестиционная программа

#### 2012—2018 годы

Мировой железнодорожный бизнес-форум «Стратегическое партнёрство 1520» в Сочи, 2017

Суммарные инвестиции ОАО «РЖД» в 2018—2025 годах составили 7,5 трлн рублей.
Основные объекты, введённые по инвестпрограмме в строй в 2012—2017 гг.:
- линия Сочи — аэропорт Сочи — Красная Поляна (станция Роза Хутор), строительство нового вокзала на станции Адлер;
- реконструкция Павелецкого, Ярославского, Белорусского, Рижского, Савёловского, Ленинградского, Казанского вокзалов в Москве, Ладожского вокзала в Санкт-Петербурге, вокзала Уфы;
- совместный проект Siemens AG и «Синара» по локализации производства электропоездов «Ласточка» на заводе «Уральские локомотивы» в Верхней Пышме
- организация интермодальных перевозок на маршруте станция Казань — международный аэропорт «Казань» (впоследствии поезд «Ласточка» снят из-за нерентабельности и дорогих ремонтов)
- строительство Московского центрального кольца, дополнительного главного пути на участке Москва — Крюково, электрификация участка Гатчина — Веймарн, ввод Кипарисовского тоннеля на Дальневосточной железной дороге и реконструкция Манского тоннеля на Красноярской железной дороге;
- ввод в эксплуатацию 137-километровой линии вокруг Украины[184].

Основной производитель пассажирских вагонов (более 95 %) — Тверской вагоностроительный завод.
Перспективные проекты: до 2020 года в модернизацию и расширение инфраструктуры сети (без скоростных и высокоскоростных проектов) предполагается вложить свыше 2,2 трлн руб. (около 70 млрд долларов), указано в годовом отчёте ОАО «РЖД» за 2011 год. Выделено семь приоритетных инфраструктурных проектов развития. Это подходы к портам северо-запада РФ; подходы к портам юга РФ (в том числе запуск железнодорожной части Крымского моста в декабре 2019 года); инфраструктура Западной Сибири и севера Уральского федерального округа;Транссибирская магистраль; Байкало-Амурская магистраль; участок Междуреченск — Абакан — Тайшет; Московский железнодорожный узел (около 300 млрд рублей). До 2020 года планируется строительство первой в Туве железнодорожной линии Курагино — Кызыл для освоения минерально-сырьевой базы Тувы.
В проект реконструкции БАМа с 2015 года будет[когда?] инвестировано 562 млрд руб., из которых 302 млрд составляют средства, которые РЖД должны вложить из заработанных средств. В 2015 году инвестпрограмма ОАО «РЖД» выполнена на 97 %, за счёт чего были сэкономлены значительные средства.
В 2016 году на регулярной основе функционировал международный транспортный коридор по доставке контейнеров через Транссибирскую магистраль из китайского порта Далянь в центр России (станция Ворсино, протяжённость маршрута 7721 км со сроком доставки 10-14 суток) через пограничный переход Забайкальск. По состоянию на 2018 год, около трети всех грузов, перевозимых по Транссибу, составляют грузы в сообщении с Японией.
В 2016 году по инвестпрограмме приобретено 507 новых локомотивов, в том числе 257 электровозов и 250 тепловозов, на что потрачено около 70 млрд рублей.

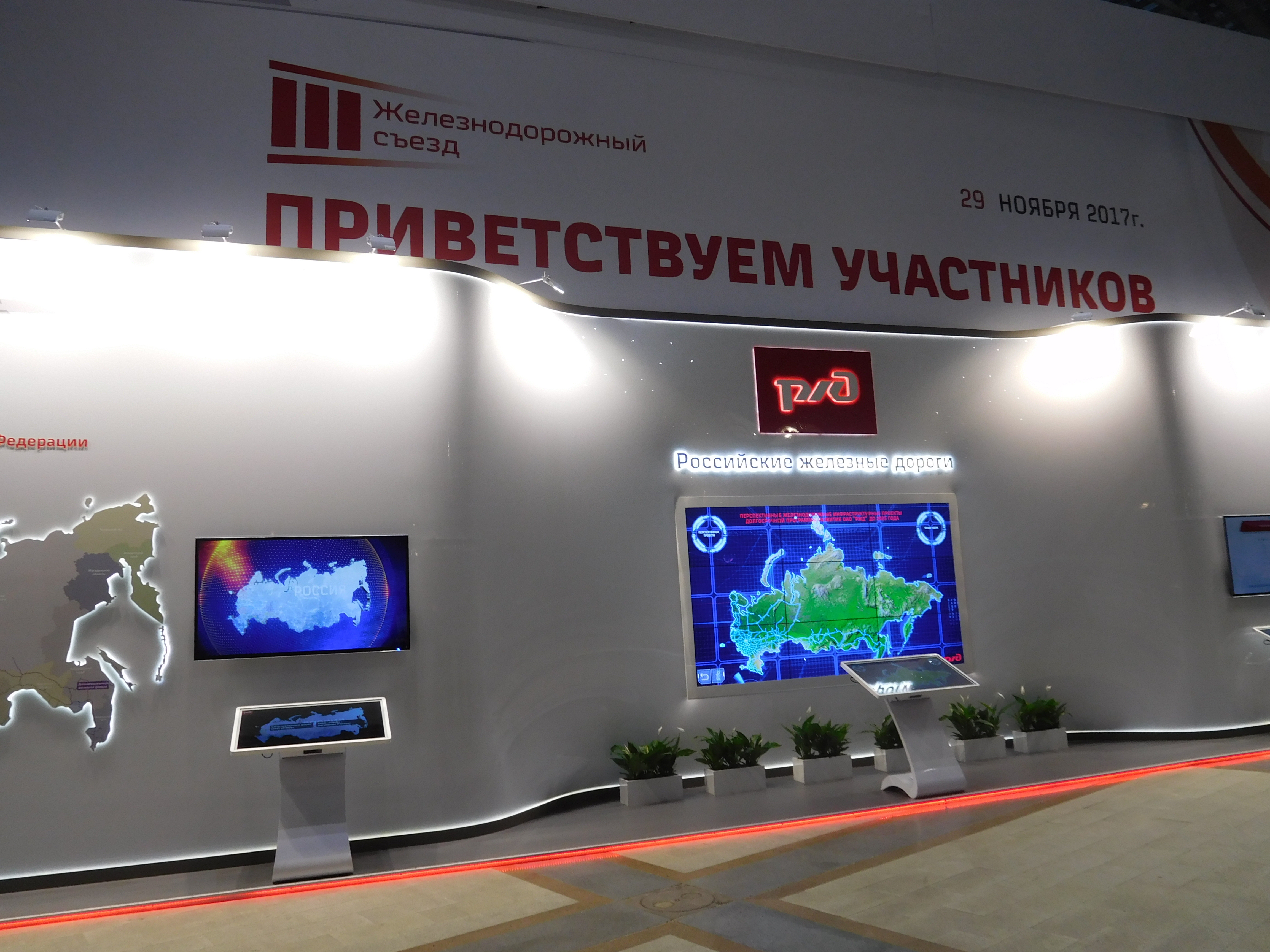
III Съезд железнодорожников РФ.
29 ноября 2017 года, Москва

В 2017 году собственные и привлечённые на международных финансовых рынках средства направлены на финансирование инвестиционной программы, которая составляет исторически максимальный уровень более 510 млрд рублей, в 2018 году планируется 550 млрд, в 2019—630 млрд, в 2020 году — 591 млрд рублей. В 2017 году РЖД осуществлял 11 инвестиционных проектов, в числе которых модернизация БАМа и Транссиба (включая электрификацию), Московского транспортного узла, строительство железнодорожной линии Прохоровка — Журавка — Чертково — Батайск, железнодорожные подходы к Крымскому мосту, сооружение западного обхода Саратовского транспортного узла, вторых главных путей и электрификации участка Выборг — Приморск — Ермилово, а также другие.
В сентябре 2017 года распоряжением Правительства России в уставный капитал ОАО «РЖД» направлен взнос в размере 13,15 млрд рублей. Средства пойдут на реализацию инвестиционных проектов комплексной реконструкции участка им. М.Горького — Котельниково — Тихорецкая — Крымская с обходом Краснодарского железнодорожного узла (3,74 млрд рублей); на строительство дополнительных остановочных пунктов Московской железной дороги и интеграцию Савёловского направления Московской железной дороги и Московского центрального кольца (9,41 млрд рублей).
В 2018 году стартовал проект строительства Северного широтного хода с привлечением впервые в истории РЖД частных инвесторов по концессионной схеме. Стоимость всего проекта оценена в 236 млрд рублей, в том числе доля РЖД — 105 млрд рублей. Ориентировочное начало движения — 2023 год.
В 2018—2025 годах осуществлялось строительство мостового перехода на остров Сахалин, совокупный объём инвестиций (вместе с госбюджетом) — 650 млрд рублей.
В 2018 году РЖД совместно с Правительством Москвы начало осуществление комплексного инфраструктурного инвестпроекта Московские центральные диаметры общей стоимостью 60 млрд рублей. В ноябре 2017 года опрос ВЦИОМ показал, что большинство пассажиров МЦК желают, чтобы и на других направлениях городского и пригородного железнодорожного движения использовались электропоезда подобные «Ласточкам». Тендер на поставку подвижного состава для МЦД выиграли электропоезда «Иволга», компания-производитель «Трансмашхолдинг» была единственным участником тендера.
В феврале 2018 года компания увеличила свою инвестпрограмму на 3 трлн руб., в результате чего она достигла 11,2 трлн руб. Приоритетом указано финансирование ВСМ «Евразия», будут проинвестированы помимо пилотного участка Москва — Казань также линии Казань — Екатеринбург (1,16 трлн руб.), Екатеринбург — Челябинск (260 млрд руб.), Москва — Красное (российско-белорусская граница, 670 млрд руб.). Начало строительства евразийского транспортного коридора в 2018 году, окончание — 2026 год. Общая стоимость всего трансконтинентального проекта составит более 7 трлн руб.
В апреле 2018 года правительство России увеличило уставный капитал РЖД ещё на 25,9 млрд рублей. Целевое назначение — инвестиционные проекты по модернизации Московского железнодорожного узла (6,3 млрд руб.), реконструкция участка им. М.Горького — Котельниково — Тихорецкая — Крымская (9,51 млрд руб.) с обходом Краснодарского железнодорожного узла, строительство ВСМ Москва — Казань (0,09 млрд руб.), комплексное развитие участка Междуреченск — Тайшет Красноярской железной дороги (10 млрд руб.).
В рамках подготовки к чемпионату мира по футболу 2018 была проведена реконструкция вокзальных комплексов в 11 городах-организаторах, во что инвестировано около 8,6 млрд рублей. Впервые 728 рейсов между городами России осуществлено для перевозки болельщиков бесплатно.

#### 2019 год
В 2019 году РЖД должны были обновить парк локомотивов, закупив 674 локомотивов, из них 356 электровозов и 318 тепловозов. Наибольшее количество локомотивов будут направлены в Кинель, Читу, Самару, Иланское, Лянгасово.
20 марта 2019 года председатель правительства России Д. А. Медведев утвердил «Долгосрочную программу развития ОАО „РЖД“ до 2025 года». В числе крупнейших проектов компании, которые предстоит осуществить с участием федеральных инвестиций — расширение пропускной способности БАМа и Транссиба до 180 млн тонн в год, ускорение контейнерного транзита с Востока на Запад, сооружение ВСМ Москва — Нижний Новгород и Челябинск — Екатеринбург, модернизация железнодорожной инфраструктуры на подходах к портам Азово-Черноморского бассейна. Эта программа развития позволяет РЖД привлечь около 4 трлн рублей инвестиций.
В 2019 году общий годовой объём инвестиций РЖД составил 680 млрд руб., в том числе в строительство 348 млрд руб. Более 100 млрд руб. инвестиций направлено на развитие Московского железнодорожного узла — ввод МЦД-1 Одинцово—Лобня и МЦД-2 Подольск—Нахабино, завершение проектов по развитию Горьковского, Ярославского и Смоленского направлений, интеграцию Ярославского и Рижского направлений МЖД с МЦК, где предстоит сократить тактовый интервал движения поездов «Ласточка» с 5 до 4 минут.
В июне инвестпрограмма компании 2019 года была увеличена на 10 % до 747,5 млрд руб., с целью приобрести пассажирские вагоны у «Трансмашхолдинга», а также завершить перешивку узкой колеи на стандартную на острове Сахалин.
2 октября 2019 года стало известно, что РЖД включило строительство моста на Сахалин в инвестиционную программу компании на 2020—2022 годы с начальной и конечной точками маршрута Селихин — Ныш.

#### 2020 год
Инвестпрограмма холдинга на 2020 год была утверждена правительством России объёмом в 821 млрд рублей (включая кредиты 298 млрд рублей), однако в связи с дефицитом источников финансирования связанной с COVID-19 ресурсы РЖД покрывают только 210 млрд рублей (с отказом от кредитов). Приоритеты секвестированной инвестпрограммы — проекты обновления существующей инфраструктуры, комплексные проекты развития магистральной инфраструктуры и новое строительство, модернизация Восточного полигона (БАМ и Транссиб). В 2020 году за счёт инвестпрограммы холдинга планировалось приобрести более 200 новых вагонов электропоездов на пригородных маршрутах, а с учётом поездов «Ласточка» — 325 вагонов в 22 субъектах РФ. В мае стало известно, что из-за COVID-19 инвестпрограмма 2020 года будет сокращена на 200 млрд рублей и составит 620 млрд. Одним из крупнейших инвестпроектов является строительство соединительной ветви между киевским и смоленским направлением МЖД, интегрированной с МЦК; стоимость проекта (2018—2022) 33 млрд рублей. Экстренные дополнительные инвестиции в связи с обрушением моста через реку Кола в Мурманской области были направлены в июне на строительство нового железнодорожного моста длиной 110 м (ожидается к 2021 году) и обходного пути на участке Выходной—Мурманск Октябрьской железной дороги, к 18 июня сообщение было восстановлено.

#### 2023—2025
По заявлению премьер-министра Михаила Мишустина в октябре 2022 года, инвестиционная программа ОАО «РЖД» на предстоящую трёхлетку превысит 3 трлн рублей. В текущем году финансирование инсвестпрограмм составит более 800 млн рублей. По словам Мишустина, особое внимание будет уделено созданию новых транспортных коридоров Восточного и Азово-Черноморского направлений, а также международного «Север-Юг» — это обусловлено беспрецедентными санкциями. Дорожные карты по созданию высокотехнологичной инфраструктуры и формированию экспорт-импортной логистики рассчитаны до 2030 года и объёмом финансирования более 4,5 трлн рублей, включая 300 млрд из федерального бюджета, — сообщил премьер-министр.
Он добавил, что консервативный прогноз по объёму грузопотока всеми видами транспорта по направлению «Север-Юг» вырастет на 135 % до 32,5 млн тонн, по Азово-Черноморскому направлению — на 70 %, до 300 млн тонн, по восточному на 25 % до 350 млн тонн.

### Заимствования на финансовых рынках
Компания РЖД регулярно проводит займы на международном рынке капитала. В 2017 году чистый долг компании достиг 972 млрд рублей, средний срок кредитного портфеля РЖД — девять лет.
В 2017 году компания дважды размещала рублёвые еврооблигации — в феврале объёмом 15 млрд руб. на семь лет под 8,99 % годовых, в октябре выпуск тоже 15 млрд руб. на семь лет под 7,9 %. Также в 2017 году компанией размещены евробонды в валюте — на 500 млн долларов и 450 млн швейцарских франков.
В 2018 году объём долгосрочных заимствований РЖД достиг 2 трлн рублей до 2025 года.
В 2023 году сооружается железнодорожная ветка Особой экономической зоны «Алабуга» с двумя станциями примыкания к путям общего пользования ОАО «РЖД» — Никашновка и Круглое Поле Куйбышевской железной дороги. ОЭЗ «Алабуга» инвестирует 3,4 млрд руб. в строительство новой железнодорожной линии в Закамье.

### События, связанные с пандемией COVID-19 (весна 2020 года)
В первом квартале в связи с пандемией COVID-19 погрузка в РЖД сократилась на 5 %, а пассажирские перевозки — на 40 % с дальнейшей понижательной тенденцией. 1 апреля стало известно, что в связи с экспансией SARS-CoV-2 гендиректор Олег Белозёров предложил в качестве альтернативы сокращению штатов ввести режим неполного рабочего времени для персонала, в том числе для членов правления компании. Одновременно в РЖД приостановлены плановые сокращения, вызванные стремлением к более рациональному устройству производственной деятельности и повышению производительности труда.
С конца марта 2020 года РЖД уменьшил глубину продажи билетов до 45 суток на поезда дальнего следования, отправляющиеся с 29 июня 2020 года. 16 мая она была вновь увеличена до 90 суток на все поезда дальнего следования на поезда дальнего следования всех перевозчиков во внутрироссийском направлении на летний период.
С 10 апреля 2020 года РЖД ввели в поездах дальнего следования рассадку с учётом рекомендованной социальной дистанции для поездок до 30 апреля включительно, впоследствии было продлено до 11 мая, а затем до 28 мая. В конце мая ограничения, связанные с социальной дистанцией в поездах, грозившие компании существенными убытками, были отменены.
С 15 апреля 2020 года в связи с введением режима самоизоляции на всей территории России и снижением пассажиропотока РЖД отменили множество поездов дальнего следования. В конце мая поезда стали возвращаться в расписание, в первую очередь увеличилось число рейсов «Сапсана» между Москвой и Санкт-Петербургом.
В апреле 2020 года в условиях резкого спада пассажирских и грузовых перевозок для сохранения ресурсов компании гендиректор Белозёров, члены правления РЖД, другие ключевые функционеры, начальники железных дорог отказались от вознаграждения по итогам работы в первом квартале; в дальнейшем Белозёров счёл вероятным пойти на «крайне непопулярную меру — применение режима неполной занятости».

## Зарубежные проекты

Международный транспортно-логистический форум в Сочи,
1-3 октября 2018

Международные проекты компании ведёт дочернее зависимое общество «РЖД Интернешнл».
- С 2015 года «РЖД» принимает участие в проектировании, реконструкции и строительстве железных дорог в Сербии, Таиланде, Индонезии, Саудовской Аравии, Бразилии, а также Транскорейской магистрали. В 2011 году из-за войны в Ливии и падения режима Каддафи приостановлено начатое в 2008 году строительство железнодорожной линии Сирт — Бенгази, убытки компании составили 15,6 млрд рублей, вопрос возобновления строительства в стадии обсуждения[228]. В 2025 году прибыль от реализации зарубежных проектов РЖД достигнет 800 миллиардов рублей[109][193][229][230].
- С участием ОАО «РЖД» создано ОАО «Объединённая Транспортно-Логистическая Компания — Евразийский Железнодорожный Альянс» (ОАО «ОТЛК ЕРА») совместно с АО «Национальной компанией „Казакстан темир жолы“» (Казахстан) и Государственным объединением «Белорусская железная дорога». Каждый из учредителей владеет 33,33 % акций[231].
- 16 декабря 2016 года ОАО «РЖД» предложило правительству Японии проекты железных дорог «Сахалин — Хоккайдо» и «Сахалин — Транссиб»[232].
- 10 февраля 2017 года Владимир Путин объявил, что РЖД может вложить 1 млрд евро в модернизацию железных дорог Словении[233].
- В 2005—2018 году при участии российских подрядчиков завершено строительство первой скоростной и полностью электрифицированной 56 км линии Тель-Авив — Иерусалим в Израиле[234].
- В 2019 году «РЖД Интернешнл» реализует проект повышения скорости пассажирского сообщения до 200 км/ч на линии Нагпур — Секундерабад в Индии[235].
- В октябре 2019 года «РЖД Интернешнл» подписало контракт на восстановление и модернизацию железнодорожной инфраструктуры Кубы на сумму 2 млрд евро. По условиям контракта, предусмотрена модернизация более 1 тыс. км железнодорожных путей на Кубе с использованием техники, материалов и оборудования производства России[236].
- В связи с расширением санкций США компания РЖД в феврале 2020 года вышла из проекта в Иране стоимостью 1,2 млрд евро, связанного с электрификацией железнодорожной линии Гермсар — Инче-Бурун длиной 495 км и подходов к портам Каспийского моря, который стартовал в июле 2018 года[237].

## Стратегия и тенденции развития РЖД
В 2016 году на сети РЖД началась реформа по специализации железнодорожных линий под пассажирское и грузовое движение. Актуализированной Генеральной схемой развития сети РЖД до 2030 года и стратегии специализации ходов выбран первый такой проект: под ускоренное пассажирское движение в направлении Москва — Ростов-на-Дону — Сочи — Крым будут специализированы участки Московской железной дороги Ожерелье — Елец через Узловую и Юго-Восточной железной дороги Ртищево — Кочетовка. После модернизации и электрификации сюда к 2022 году будет переключено максимальное количество пассажирских поездов южного направления, что снизит время в пути на 2 часа.
В 2017 году начат переход к полигонным технологиям управления перевозками; согласно новой конфигурации на сети будет 6 полигонов: Московский, Северо-Западный, Волжский, Южный, Урало-Сибирский и Восточный. Ещё в 2011 году создан и функционирует Восточный полигон, включающий в себя подразделения производственного блока РЖД в границах Красноярской, Восточно-Сибирской, Забайкальской и Дальневосточной железных дорог. Восточный полигон, наработавший положительный практический опыт, является базовым полигоном реформы.
К 2018 году в компании наметился спрос на взаимозаменяемых работников, имеющих кросс-функциональные компетенции, что связано с активным внедрением цифровой техники, которая автоматизирует процессы и даёт возможность расширить сферу ответственности сотрудников. При этом обычные границы между должностными обязанностями работников будут стираться и применяться принцип ротации обязанностей персонала. Таким образом реализуется концепция мобильного персонала, согласно которой иерархическая структура соподчинённости постепенно утрачивает актуальность, все члены ядра коллектива станут обладать равными правами, и любой сотрудник может в минимальное время переключиться на тот участок работы или появиться на том объекте, где в конкретный момент требуется его присутствие.
Весной 2019 года одну из 16 железных дорог России — Свердловскую — впервые в истории РЖД возглавил не инженер по образованию, а экономист и финансист — Иван Колесников. В 2019 году создан Главный центр управления Российскими железными дорогами, первым начальником которого стал Владимир Молдавер.
В 2019 году РЖД и Минтранс РФ приняли решение об обязательном поэтапном переводе грузовых вагонов с роликового типа подшипников на кассетные.
2020 год в РЖД объявлен Годом начальника станции. В феврале 2020 года заместитель генерального директора — начальник Департамента безопасности движения РЖД Шевкет Шайдуллин заострил внимание на проблеме низкой заработной платы и необходимости материальной мотивации начальников станций 2, 3, 4 и 5-го классов, что влияет на качество их работы и обеспечение безопасности движения поездов. По состоянию на 2020 год, начальники внеклассных станций и станций 1-го класса, с которыми компания заключает персональный контракт, получают общее вознаграждение до 150 тыс. рублей ежемесячно; в то время как вознаграждение начальников станций от 2-го до 5-го класса (их абсолютное большинство на сети) неконкурентоспособно и не соответствует сложности и ответственности их трудовых обязанностей. Как следствие, на этих должностях в РЖД наметилась неполная укомплектованность кадрами. Поэтому для пользы дела начальникам станций невысокой классности, по мнению функционера РЖД, целесообразно увеличить зарплату. Инициативу Шайдуллина поддержали первый президент РЖД Геннадий Фадеев и зампредседателя Федерации независимых профсоюзов России Давид Кришталь.
Летом 2020 года РЖД в своих учебных центрах начинает подготовку женщин по профессии «помощник машиниста». С января 2021 года в России отменяется действовавший с 1974 года законодательный запрет на работу женщин машинистами и помощниками машиниста на подвижном составе железнодорожного транспорта. В 2021 году количество женщин, работающих машинистами РЖД, составило 61 человек.
Для регулирования взаимодействия участников рынка и предотвращения конфликтов в базах данных с 2020 года РЖД приступило к использованию блокчейн-платформ.
В 2021 году запланирован запуск полностью беспилотного движения.
К 2025 году за счёт внедрения новых технологий, оптимизации и цифровизации производственных процессов РЖД планирует сократить численность сотрудников компании с 737 тыс. в марте 2018 года до 709 тыс. человек. К 2025 году в РЖД ожидается потребность в новых профессиональных кадрах: более всего будут необходимы ИТ-специалисты, машинисты вне кабин, дистанционно контролирующие подвижной состав, операторы летательных аппаратов диагностики инфраструктуры и другие авангардные специалисты.
В начале 2020 года РЖД и Правительство Москвы приняли новый стандарт «мини-вокзалов» для сооружаемых пассажирских обустройств МЦД. Стандарт предусматривает обязательное наличие на вновь сооружаемых остановочных пунктах надземных пешеходных переходов — конкорсов или подземных пешеходных переходов — тоннелей для доступа пассажиров на станции и интеграции их с метрополитеном и городским транспортом. Должны быть навес по всей длине платформы, эскалаторы, светодиодное освещение, электронное табло, стойка экстренной связи, современные системы пожарной сигнализации и ливневой канализации, санитарные узлы, безбарьерная среда, удобства для маломобильных пассажиров и колясочников, включая лифты и кассы с пониженными подоконниками, пеленальная комната («комната матери)».
Согласно стратегии развития РЖД до 2030 года, железнодорожные вокзалы будущего должны отвечать следующим основным требованиям: оптимальная вместимость, рациональное зонирование, распределение пассажиропотока с учётом динамики его роста, доступ пассажиров на платформы посредством конкорса или тоннеля, энергоэффективность, транспортная безопасность. Архитектура вокзального комплекса должна стать соответствующей окружающей городской застройке, вокзал предстоит подключить к системе транспортных потоков города.

## Развитие Восточного полигона
В 2020 году завершён первый этап модернизации Восточного полигона (БАМа и Транссиба), в ходе которого сооружено около 50 объектов железнодорожной инфраструктуры на Красноярской, Восточно-Сибирской, Забайкальской и Дальневосточной железных дорогах. Второй этап модернизации предусматривает увеличение провозной способности Восточного полигона к 2023 году со 124,9 млн до 180 млн тонн. Эта цель объясняется тем, что именно в Азии находятся бурно растущие рынки сбыта угля, нефтепродуктов, металлов, удобрений и зерна. Дефицит пропускных способностей инфраструктуры является главной проблемой, затрудняющей рост погрузки на Восточном полигоне. В 2020 году компания РЖД согласовывает не более 50 % заявок грузовладельцев по отправке угля в восточном направлении (а в Азии уголь покупается намного дороже, чем в Европе). Согласно утверждённому в начале 2020 года плану ускоренной модернизации БАМа и Транссиба, компанией определены ещё 212 приоритетных участков («узких мест», ограничивающих движение), где необходимо построить дополнительные пути, мостовые переходы и расширить станции. Это, в частности, участки Мариинск — Тайшет, Междуреченск — Тайшет, Хабаровск — Находка. К 2025 году провозные способности Восточного полигона в направлении морских портов и пограничных переходов Дальнего Востока намечено увеличить до 200 млн тонн ежегодно.
В 2019—2020 первым президентом РЖД Геннадием Фадеевым совместно с рядом профильных НИИ аналитически прорабатывалось использование на Восточном полигоне инновационных полувагонов с нагрузкой на ось 27 тонн, для чего по всему полигону необходимо провести уширение земляного полотна в кривых малого радиуса. По оценке гендиректора «INFOLine-Аналитика» Михаила Бурмистрова, для увеличения грузоподъёмности вагонов необходимы инвестиции в реконструкцию и замену искусственных сооружений, изменение мощности балластной призмы, глубины слоёв щебня — в сумме более 1 трлн рублей. Согласно альтернативной точке зрения, возрастания пропускной способности на Восточном полигоне дешевле и проще достичь за счёт увеличения скорости грузовых составов с углём. Выбор оптимального варианта осложняется тем, что нигде в мире уголь не перевозится от месторождения к портам на расстояние 6500 км, как в России от Кузбасса до Тихого океана.
В целом, на период с 2021 по 2023 годы на развитие Восточного полигона федеральным проектом предусматривались средства в объёме 414 млрд руб., а инвестпрограммой РЖД и того меньше — 391,3 млрд руб. На итоговом правлении РЖД в феврале 2021 года была обнародована сумма в 575,4 млрд руб. на период с 2021 по 2023 год включительно, а в марте 2021 года сумма 780 млрд руб. на развитие Восточного полигона до 2024 года была названа премьер-министром Михаилом Мишустиным в ходе поездки в Кузбасс.
Минтранс России сообщил об обеспечении в 2020 году суммарной провозной способности Восточного полигона на уровне 144 млн тонн. Таким образом, провозная способность БАМа и Транссиба на востоке страны возросла на 16,7 % по отношению к базовому значению начала 2018-го. Суммарная пропускная способность на Восточном полигоне также увеличилась, достигнув уровня в 101 пару грузовых поездов ежесуточно (95 пар по состоянию на 2019 г.). Значение в 144 млн т заложено для Минтранса РФ в качестве целевого показателя на 2021 год.
Весной 2021 года Минобороны РФ сообщило о направлении подразделений Железнодорожных войск на строительство объектов восточного плеча Байкало-Амурской магистрали. Привлечение войск связано с проблемой нехватки рабочих рук и соответствующих механизированных мощностей на стройобъектах восточного полигона. В 2020-м году РЖД сообщило о нехватке 5 тыс. строителей вдобавок к уже занятым 9,3 тыс. человек на стройобъектах Транссиба и БАМа. Аргумент в пользу отказа от распыления строительно-механизированных мощностей и квалифицированного персонала оказался в числе решающих и для временно замороженного субарктического проекта Северного широтного хода.
В мае 2021 года стало известно, что РЖД привлекут в Фонде национального благосостояния (ФНБ) 25 % требуемого финансирования или 188 млрд рублей для расширения железнодорожной инфраструктуры — строительства дополнительных путей от станции Тында до порта Ванино в Хабаровском крае — под вывоз угля из Якутии (где добыча угля в 2020 г. составила 20 млн тонн, а в 2021 г. ожидается добыть 39 млн тонн). Общая сумма необходимых инвестиций составляет от 350 млрд руб. — пути с тепловозной тягой до 752 млрд — пути с электрификацией. Согласно проекту, строительство займёт до 5 лет и завершится до 2027 года.

## Скоростное и ускоренное движение
Первая в России 50-километровая ускоренная линия Аэроэкспресса на действующей инфраструктуре связала в августе 2002 года Павелецкий вокзал и аэропорт Домодедово. Для обслуживания линии на Демиховском машиностроительном заводе был сконструирован и построен новый электропоезд «Московский», способный развивать скорость до 140 км/ч. Руководителем всего комплексного проекта был министр путей сообщения РФ и первый президент ОАО «РЖД» Геннадий Фадеев.
14 февраля 2004 года открылась первая в России скоростная пригородная линия Москва — Мытищи, расстояние в 19 км поезд «Спутник» стал преодолевать за 18 мин. Программа скоростного движения долгое время не получала развития из-за отсутствия высококачественного и комфортабельного подвижного состава российского производства. В 2005 году запущена линия Аэроэкспресса от Савёловского вокзала до станции Лобня (вблизи аэропорта Шереметьево) на электропоезде, построенном компанией Трансмашхолдинг. В 2008 году проложена линия экспресса непосредственно в аэропорт Шереметьево.
В 2005—2010 годах ОАО «РЖД» под руководством второго президента компании Владимира Якунина запустила программу по внедрению на железные дороги России новых скоростных электропоездов. Первый поезд дальнего следования, запущенный в обращение — «Сапсан», связал Санкт-Петербург, Москву и Нижний Новгород, начал курсировать с 17 декабря 2009 года. Второй — электропоезд «Аллегро» — курсирует с 12 декабря 2010 года из Санкт-Петербурга в Хельсинки (Финляндия) через город Выборг.
«Сапсан» оказался самым успешным пассажирским поездом ОАО «РЖД» с заполняемостью (по данным РЖД за 2016 год) 90 % и рентабельностью около 30 % (впрочем, при расчёте рентабельности не учитывались капитальные затраты). В 2012—2016 годах пассажиропоток на «Сапсанах» между двумя столицами рос в среднем на 30 % в год. Максимальная скорость движения «Сапсана» — 250 км/ч, при небольшой модификации подвижного состава и коренной модернизации линии Москва — Санкт-Петербург эти поезда способны развивать скорость до 330 км/ч. Максимальный объём перевозок на «Сапсане» по маршруту Москва — Санкт-Петербург — 20,8 тыс. пассажиров в сутки (30 апреля 2018 года), а среднесуточный — около 15 тыс. пассажиров в сутки. Всего в 2018 году по этому маршруту поездами «Сапсан» перевезено 5,5 млн пассажиров, что на 7 % больше, чем в 2017 году.
К 2014 году на поездах «Ласточка» и иных организовано ускоренное моторвагонное сообщение также по маршрутам Москва—Тула—Орёл—Курск, Москва—Смоленск, Москва—Калуга, Москва—Рязань, Москва—Владимир, Санкт-Петербург—Петрозаводск, Краснодар—Сочи. Самый первый в СССР ускоренный маршрут Москва—Дубна на электричках повышенной для тех лет комфортности запущен ещё в 1987 году. В августе 2019 года запущен самый длинный в России ускоренный маршрут на поездах «Ласточка» Москва — Белгород (700 км), которые поезд преодолевает за 7 ч. 15 мин.
В 2015 году при третьем президенте компании Олеге Белозёрове скоростное движение развивалось в объёмах: были запущены сдвоенные «Сапсаны» и двухэтажные поезда на маршруте Москва—Санкт-Петербург. С 1 июня «Стрижи» от Москвы до Нижнего Новгорода (время в пути — 3 ч 35 мин), двухэтажный ускоренный поезд Москва—Воронеж.
По состоянию на октябрь 2015 года межрегиональные дневные экспрессы курсируют на 25 направлениях РЖД; помимо Москвы, Санкт-Петербурга и Сочи — также Курган — Екатеринбург, Омск — Петропавловск и др.
С 17 декабря 2016 года открыто регулярное ускоренное движение по маршруту Москва — Берлин (1896 км) два раза в неделю, скорый поезд «Стриж» № 13/14 находится в пути 22 часа.
С 28 марта 2022 года Финские железные дороги (VR Group) заявили о прекращении движения поездов "Аллегро" между Санкт-Петербургом и Хельсинки на неопределённый срок.
В XXI веке в России сформировалось два крупнейших конкурирующих производителя железнодорожного подвижного состава для пассажирского движения — это Трансмашхолдинг и Группа Синара. В целях распределения заказов компании РЖД, ФПК и пригородных пассажирских компаний решено, что подвижной состав для крупнейших инфраструктурных проектов Московское центральное кольцо и ВСМ Москва — Казань построит Группа Синара, а для проекта Московские центральные диаметры — Трансмашхолдинг.
| Поезд                                | Маршрут курсирования                           | Дата запуска                                   |
| ------------------------------------ | ---------------------------------------------- | ---------------------------------------------- |
| Сапсан                               |                                                |                                                |
|                                      |                                                |                                                |
| Москва — Санкт-Петербург             | 17 декабря 2009 года                           |                                                |
| Аллегро                              | Приостановлено движение на неопределённый срок | Приостановлено движение на неопределённый срок |
| Аллегро                              |                                                |                                                |
| Аллегро                              | Санкт-Петербург — Хельсинки                    | 12 декабря 2010 года                           |
| Ласточка                             |                                                |                                                |
|                                      |                                                |                                                |
| Санкт-Петербург — Великий Новгород   | 23 января 2013 года                            |                                                |
| Санкт-Петербург — Бологое            | 23 января 2013 года                            |                                                |
| Москва — Нижний Новгород             | 28 апреля 2013 года                            |                                                |
| Санкт-Петербург — Петрозаводск       | 1 мая 2014 года                                |                                                |
| Москва — Курск                       | 1 июня 2014 года                               |                                                |
| Москва — Смоленск                    | 1 июля 2014 года                               |                                                |
| Краснодар — Адлер                    | 2 августа 2014 года                            |                                                |
| Краснодар — Ростов-на-Дону           | 25 декабря 2014 года                           |                                                |
| Санкт-Петербург — Выборг             | 2 сентября 2015 года                           |                                                |
| Москва — Крюково                     | 1 октября 2015 года                            |                                                |
| Москва — Тверь                       | 1 октября 2015 года                            |                                                |
| Санкт-Петербург — Волховстрой        | 14 октября 2015 года                           |                                                |
| Санкт-Петербург — Тосно              | 14 октября 2015 года                           |                                                |
| Екатеринбург — Нижний Тагил          | 5 ноября 2015 года                             |                                                |
| Екатеринбург — Каменск-Уральский     | 5 ноября 2015 года                             |                                                |
| Санкт-Петербург — Луга               | 30 декабря 2015 года                           |                                                |
| Екатеринбург — Первоуральск — Кузино | 11 января 2016 года                            |                                                |
| Москва — Иваново                     | 13 марта 2018 года                             |                                                |
| Москва — Белгород                    | 5 августа 2019 года                            |                                                |
| Ростов-на-Дону — Анапа               | 1 апреля 2020 года                             |                                                |
| Ростов-на-Дону — Новороссийск        | 1 апреля 2020 года                             |                                                |
| Адлер — Анапа                        | 1 июля 2020 года                               |                                                |
| Челябинск — Магнитогорск             | 5 ноября 2020 года                             |                                                |
| Стриж                                |                                                |                                                |
|                                      |                                                |                                                |
| Москва — Нижний Новгород             | 1 июня 2015 года                               |                                                |

## Высокоскоростное движение
Международный союз железных дорог определяет высокоскоростные железные дороги, как железнодорожные трассы, обеспечивающие движение скоростных поездов со скоростью не менее 200 км/ч для обычных модернизированных железнодорожных трасс и 250 км/ч или быстрее для специально построенных под высокие скорости трасс. По стандартам международного союза железных дорог в настоящий момент в России нет специально построенных под высокие скорости высокоскоростных железнодорожных магистралей (со скорость свыше 250 км/ч), однако по стандартам международного союза железных дорог железнодорожная линия Санкт-Петербург — Москва (Октябрьская железная дорога, протяжённость 650 км) является первой модернизированной высокоскоростной магистралью в России (со скоростью свыше 200 км/ч). На большей части данной магистрали поезда следуют с максимальной скоростью 200 км/ч; на участке Окуловка — Мстинский мост — до 250 км/ч, минимальное время в пути между столицей и Санкт-Петербургом составляет 3 ч 30 мин. Рассматривается также вопрос о проектировании второй ВСМ Москва — Казань. В январе 2019 года было одобрено строительство первого участка магистрали от Железнодорожного Московской области до Гороховца во Владимирской, однако затем проект был отложен из-за нерентабельности и недостаточного пассажиропотока. В ноябре 2021 года стало известно, что правительство России рассматривает возможность отказа от строительства ВСМ в пользу реконструкции и модернизации действующей линии между Москвой и Санкт-Петербургом и наращивания на ней скоростей.
27 мая 2013 года президент РФ Владимир Путин объявил о решении начать строительство высокоскоростных магистралей в России линией Москва — Казань, которая пройдёт через Владимир, Нижний Новгород и Чебоксары. Протяжённость магистрали планировалась 762 км, с сокращением времени в пути из Москвы в Казань с 11,5 до 3,5 часа. Инвестиции в проект предполагались более 1 трлн рублей, срок строительства 5 лет. В ноябре 2013 года решение о строительстве ВСМ было заморожено на неопределённый период из-за неясности со сроком окупаемости магистрали. Летом 2015 года начато проектирование с расчётным сроком введения построенной совместно с китайскими инвесторами магистрали в эксплуатацию — конец 2023 года. В ноябре 2017 года, выступая на III Съезде железнодорожников РФ, президент Путин среди перспективных инфраструктурных проектов на сети РЖД высокоскоростную магистраль вообще не упомянул. Поскольку постановление Правительства РФ о строительстве магистрали так и не было принято, в итоговой резолюции III Железнодорожного съезда, состоявшегося 29 ноября 2017 года, содержалось требование «в максимально короткие сроки принять решение о начале строительства первой отечественной высокоскоростной магистрали». Стоимость проекта по расчётам на август 2018 года была 1,7 трлн рублей, включая невозвратный капитальный грант Российского государства в 700 млрд рублей.
В октябре 2018 года на Транспортно-логистическом форуме «PRO//Движение.1520» первый заместитель гендиректора РЖД Александр Мишарин объявил, что пилотный выделенный участок ВСМ Москва — Казань от станции Железнодорожная в ближайшем Подмосковье до станции Гороховец во Владимирской области длиной 301 км будет построен до 2024 года. При этом остальной маршрут высокоскоростного поезда от Москвы до Нижнего Новгорода должен был проходить по ныне существующей линии со временем в пути 2 часа 31 минуты с остановками в Орехово Зуево, Владимире, Коврове, Гороховце и Дзержинске или 2 часа 05 минут с единственной остановкой во Владимире.
Высокоскоростная магистраль Москва — Тула как элемент перспективной ВСМ Москва — Ростов-на-Дону — Адлер обсуждалась в числе приоритетных проектов. С 2017 года, по свидетельству губернатора Тульской области Алексея Дюмина на III Съезде железнодорожников, развёрнута подготовительная работа с участием РЖД, всех заинтересованных ведомств, президента и председателя правительства России. Расстояние между Москвой и Тулой 194 км поезд ВСМ должен преодолевать за 55 мин.
К сентябрю 2018 года более 10 проектов строительства высокоскоростных магистралей в разных регионах России были включены в план комплексного развития магистральной инфраструктуры РФ. Осуществление плановых проектов должно начаться до 2024 года. Приоритетными указывались ВСМ Москва — Казань (расчётная стоимость сооружения которой достигла 1 трлн 695 млрд рублей) и ВСМ Москва — Санкт-Петербург. Комментируя откладывающееся год за годом начало строительства ВСМ, железнодорожный эксперт, гендиректор «INFOLine-Аналитика» Михаил Бурмистров нашёл причину в том, что «объективно Россия сейчас не готова к ВСМ с точки зрения благосостояния населения и с точки зрения расстояний и потенциального пассажиропотока», а проблему ускорения железнодорожного сообщения можно решить и без сооружения чрезмерно дорогостоящей ВСМ, путём локальной модернизации действующих линий, по которым можно запустить комфортабельные поезда типа «Сапсан», «Ласточка» и «Иволга». В декабре 2018 года экономически нецелесообразным назвал ВСМ Москва — Казань министр финансов РФ Антон Силуанов. В апреле 2019 года президент Путин, несмотря на колоссальные средства, потраченные на проектирование, принял решение пока отложить в резерв ВСМ Москва — Казань, сконцентрировавшись на подготовке проекта ВСМ Москва — Санкт-Петербург, как экономически более целесообразного. Расчётный срок запуска магистрали 2026—2027 год.
На Дальневосточной железной дороге ведётся подготовка проекта российско-китайского высокоскоростного сообщения Муданьцзян — Суйфэньхэ — Владивосток.
20 ноября 2018 года на выставке «Транспорт России» в Гостином дворе ОАО «РЖД» представило концепт первого российского высокоскоростного поезда. Поезд предполагалось использовать на высокоскоростной магистрали (ВСМ) Москва—Казань со скоростью до 400 км/ч; однако в апреле 2019 года строительство этой ВСМ было отложено на неопределённый срок в пользу ВСМ Москва — Санкт-Петербург, начало проектирования которой намечено на 2020 год.
С 2020 года в повестке сооружение высокоскоростных магистралей Москва — Минск и Санкт-Петербург — Минск.

## Экологическая и промышленная безопасность
В ОАО «РЖД» ежегодно образуется 339 видов твёрдых коммунальных отходов, из них паспортизированы первые 4 класса опасности. Компания имеет лицензию на деятельность в сфере обращения с отходами на более чем 5 тыс. адресов. Из более чем 2 млн отходов разного класса опасности, образующихся каждый год на предприятиях холдинга, около 80 % включается во вторичный оборот. Из этого объёма 83 % передаётся на сформированный рынок переработки отходов, а 17 % после переработки используется повторно внутри железнодорожного холдинга. В 2020 году в компании работают 2 завода по термическому уничтожению отходов третьего-пятого классов опасности. Первый находится в Восточной Сибири на станции Тагул, второй в европейской части страны — в Ярославле. На заводах осуществляется когенерация электрической и тепловой энергии для подразделений РЖД. Суммарная мощность заводов достигает около 14 тыс. тонн отходов в год.
При обслуживании пассажиров на сети РЖД образуется около 300 тыс. тонн твёрдых отходов ежегодно, с тенденцией к увеличению. Для сбора твёрдых коммунальных отходов (ТКО) вокзалы, станции, платформы, пассажирский подвижной состав оборудованы специальными контейнерами с селективным сбором отходов. На сети РЖД определены 95 узловых станций, на которых производится выгрузка отходов из подвижного состава в оборудованную тару для последующего вывоза подрядными организациями. Во многих случаях свалки ТКО в полосе землеотвода железной дороги устраивает население близлежащих городов и населённых пунктов, а ответственность за это перекладывается на РЖД. Для сокращения образования отходов по программам ресурсосбережения в компании осуществляется перевод котельных на возобновляемые источники энергии, переход на светодиодное освещение с отказом от опасных для окружающей среды ртутьсодержащих ламп, внедряются системы регенерации масел и аккумуляторных растворов, безбумажные технологии, в хозяйственной деятельности используется биоразлагаемая посуда и упаковка.
Сберегающий природоохранный эффект влечёт увеличение протяжённости бесстыкового пути на железобетонном подрельсовом основании, к 2020 году бесстыковой путь составляет 84,5 % от общей длины главных путей РЖД. Это позволяет снизить потребление компанией ресурсов лесного фонда. В 2010—2019 годах РЖД выведено из эксплуатации 15 шпалопропиточных заводов с устаревшими технологиями, возникших ещё в начале ХХ столетия.
В парке РЖД имеются 309 пожарных поездов, ежегодно совершающих от 1000 до 1200 выездов.

## Разграничение прав России и Украины на железнодорожное имущество
В июле 2012 года ОАО «РЖД» сообщило о работе специальной российско-украинской рабочей комиссии на межправительственном уровне по разграничению прав России и Украины на имущество железнодорожных участков, проходящих по территории Украины, и оформлению прав компании на него.
Проблема возникла с распадом СССР, когда находящийся на территории Меловского района Луганской области 37-километровый участок от Гартмашевки, 863 км, до Чертково, 900 км, с расположенной на 885 километре магистрали Москва — Воронеж — Ростов-на-Дону станцией Зориновка, относящийся к Лискинскому региону Юго-Восточной железной дороги и не связанный с железнодорожной сетью Украины, оказался на территории соседнего государства.
По состоянию на июль 2012 РЖД неофициально арендовала станцию Зориновка и железнодорожные пути у местного сельсовета — в связи с тем, что балансовая принадлежность спорного 37-километрового участка и имущества на нём ещё не определена. Согласно первому варианту решения проблемы, после оформления прав собственности в соответствии с украинским законодательством РЖД могли заключить долгосрочный контракт на аренду этого имущества у Украины. Второй вариант (который, по данным прессы, в РЖД считали предпочтительным) заключался в обмене приграничных территорий: перенести госграницу России и Украины таким образом, чтобы железная дорога и станция оказались целиком на российской стороне. После обострения российско-украинских отношений в 2014 году вариант с обменом территорий больше не рассматривался.
Стратегией развития железнодорожного транспорта в РФ предусмотрен обход территории Украины протяжённостью 122,5 км. Строительство обходного участка от села Журавка Воронежской области до города Миллерово Ростовской области стоимостью 56 млрд рублей начато в 2015 году силами РЖД и Министерства обороны РФ и завершено в 2017 году. Линия открыта осенью 2017 года, с 11 декабря началось регулярное движение пассажирских поездов.

## Взаимоотношения между Федеральной антимонопольной службой и РЖД
Федеральная антимонопольная служба подвергала компанию ОАО «РЖД» критике и санкциям за злоупотребление доминирующим положением на рынке и нарушение законодательства о свободе конкуренции, что вызывало со стороны холдинга встречные претензии в чрезмерной зарегулированности и успешные судебные протесты.
В июле 2013 года глава Федеральной антимонопольной службы Игорь Артемьев констатировал, что тарифы на железнодорожные перевозки в России достигли самых высоких мировых уровней. В результате роста тарифов ретейлеры возят фурами овощи в Новосибирск из Краснодарского края, поскольку транспортировка по железной дороге оказывается невыгодной: «Это уже до безумства доходящая система. Тарифы, которые сегодня существуют, сделаны под то, чтобы большая монополия могла просто выживать, и всё это за счёт потребителя». По оценке ФАС, ОАО «РЖД», пользуясь положением монополиста, не занимается снижением издержек, не ищет возможностей для внутренней экономии и оптимизации бизнес-процессов. Сама компания, считает руководитель ФАС, остаётся типично советской монополией, в абсолютно советских проявлениях. Гендиректор агентства «Infoline-аналитика» Михаил Бурмистров указывает на ошибку Артемьева: в 2013 году в США средняя стоимость перевозок составляет 22 доллара за 1000 тонно-километров, в России же — 18 долларов за 1000 тонно-километров. Начальник МЖД Владимир Молдавер объясняет перераспределение грузопотоков на более дешёвый автотранспорт использованием там упрощённого документооборота в оформлении перевозки и серых схем в оплате услуг, которые на железной дороге исключены.
В ноябре 2012 года Федеральная антимонопольная служба России за злоупотребление доминирующим положением на товарном рынке перевозок грузов железнодорожным транспортом по территории страны привлекла ОАО «РЖД» к ответственности в виде наложения штрафа в размере 2 млрд 241,3 млн рублей. 14 января 2013 года Арбитражный суд Москвы по протесту ОАО «РЖД» отменил постановление ФАС об этом штрафе как незаконное. В материалах дела указано, что привлечение к ответственности правительственным органом, каковым является ФАС, госкомпании за исполнение государственных же требований по отраслевому реформированию перевозок грузов является, бесспорно, необоснованным и неправомерным.
В январе 2014 года ФАС предложила обязать ОАО «РЖД» расширить публикацию хозяйственной отчётности за счёт ряда нефинансовых эксплуатационных показателей, таких, как скорость движения поездов, простои на станциях, производительность локомотивов и вагонов, объёмы погрузки и выгрузки. Реагируя на эти инициативы, присущие плановой директивной экономике и прозвучавшие на фоне государственного замораживания тарифов на 2014 год, холдинг встречно настаивал на одновременном увеличении государственных инвестиций в железнодорожный транспорт, дерегулировании тарифов в конкурентных сегментах перевозок, снятии обременения на оборот активов, упрощении регламентации деловых отношений в железнодорожной сфере, что дало бы РЖД возможность гибко реагировать на спрос и увеличивать свои доходы, создавая тем самым инвестиционные ресурсы для инноваций. «Данная взаимозависимость, — подчёркивала в редакционной колонке отраслевая газета „Гудок“, — в 2003 году и лежала в основе реформирования железнодорожного министерства в акционерное общество».
Анализируя проблему выравнивания финансовых и налоговых условий для различных видов транспорта в РФ, аналитики обращали внимание, что пассажирский железнодорожный транспорт ОАО «РЖД» в ходе реформы оказался в менее выгодных условиях, чем федеральные автомобильные дороги, судоходные и гидротехнические сооружения, инфраструктура воздушного транспорта, которые, в отличие от железных дорог, не облагаются налогами на имущество, а с учётом скрытых бюджетных расходов получают гораздо больше государственных субсидий. В силу этого обстоятельства создаётся неадекватное представление об экономической эффективности железнодорожного транспорта.
Коммерческую политику, которую в собственных интересах проводит операторское сообщество, оставляя для ОАО «РЖД» низкодоходные и малоэффективные грузы и направления перевозок, невысокое качество операторских услуг в сфере грузовых перевозок отмечал в августе 2017 года генеральный директор Института исследования проблем железнодорожного транспорта Павел Иванкин. Эксперт указал, что жёсткие антимонопольные рамки не позволяют эффективно использовать ресурсы ОАО «РЖД».
В 2017 году в связи со снижением пассажиропотока в поездах дальнего следования на 8,4 % ФАС отклонила требование РЖД об индексации пассажирских тарифов в плацкартных вагонах на 3,9 %, вместо этого настаивала на их снижении на 10 % (в целях успешной конкуренции с авиатранспортом), однако в итоге было найдено компромиссное решение и тарифы были оставлены на прежнем уровне. ФАС предписала железнодорожному холдингу установить кондиционеры и закрытые туалеты во всех вагонах дальнего следования, произвести «помаршрутный учёт» расходов (отдельные маршруты дальних поездов являются нерентабельными, но социально значимыми); сократить затраты в целом и повысить качество оказываемых услуг; заключить долгосрочные контракты с вагоностроительными предприятиями России на приобретение новых вагонов.
В ноябре 2017 года между ФАС и РЖД произошёл публичный конфликт по поводу ценообразования на билеты. ФАС опубликовала сравнительный анализ, откуда следовало, что в ряде случаев плацкартный билет может стоить дороже авиаперелёта компании-лоукостера в том же направлении на такое же расстояние — хотя времени на полёт затрачивается во много раз меньше, чем в поезде. Контраргументы РЖД состояли в том, что средний тариф без скидки в плацкарте при поездке на 930 км составляет 1,4 тыс. руб, в него уже включена стоимость перевозки багажа 36 кг (в то время как лоукостеры требуют крупной доплаты за багаж свыше 10 кг). Для оценки эффективности поезда надо учитывать не только пассажиров, перевезённых из начальной точки в конечную (как в самолёте), но и тех, кто совершает промежуточную поездку по части маршрута; в ходе поездки по железной дороге пассажир в любой момент может покинуть транспортное средство, что на самолёте исключено. РЖД позволяет пассажирам вернуть или обменять билет, чему лоукостеры препятствуют. Поездка на поезде происходит в более комфортабельных условиях, без длительного, сложного и многоэтапного контроля перед посадкой в вагон, не требует прибытия на вокзал за 2 часа до отправления поезда. Железная дорога не имеет ограничений по здоровью пассажира, в то время как воздушное путешествие опасно для пассажиров с перепадами давления и может обернуться инсультом.
В июле 2018 года ФАС отменила 8-процентную тарифную надбавку на экспорт грузов (приносящую компании до 40 млрд рублей ежегодно), однако в ноябре по требованию РЖД Правительство России восстановило надбавку до 2025 года. С 2019 года 8-процентная экспортная надбавка введена и на отгрузку угля.
Летом 2024 года ФАС предложила изменить условия работы ОАО РЖД в конкурентных сегментах российского транспортного рынка в рамках федерального проекта «Развитие конкуренции». Было предложено ограничить или целиком запретить участие монополиста в капитале транспортных операторов, логистических центров и экспедиционных компаний. Кроме того, было предложено передать функции контроля от собственника инфраструктуры железнодорожного транспорта (РЖД) уполномоченному государственному органу.

## Санкции
25 февраля 2022 года, из-за вторжения России на Украину, РЖД внесен в санкционный список всех стран Евросоюза, отмечая что РЖД обеспечивает передвижение российской армии, боевых машин и оружия к границам России с Украиной, оказывали или оказывают поддержку действиям, которые дестабилизируют Украину, подрывают или угрожают территориальной целостности, суверенитету или независимости Украины.
24 февраля 2022 года компания попала под санкции Канады «за роль в содействии или поддержке неспровоцированного и неоправданного вторжения России в Украину». Также, 24 февраля, компания попала под секторальные санкции США в целях «ограничить возможности России по финансированию вторжения в Украину и других приоритетов президента Путина».
Также, по аналогичным основаниям, «РЖД» внесены в санкционные списки Великобритании, Швейцарии, Австралии, Украины и Новой Зеландии.

## Коррупция
За использование серых и коррупционных схем в ходе вывода ряда сфер хозяйственной деятельности на аутсорсинг компания в 2013 году подвергалась критике даже в собственной корпоративной печати. Так, в результате заключения контрактов с московскими фирмами-посредниками уборка территорий станций на сети возросла в стоимости с 9 до 33 руб за квадратный метр, а зарплата непосредственным исполнителям работ не выплачивалась месяцами.
В 2014 году Reuters опубликовало результаты своего расследования, в ходе которого были изучены тендеры РЖД. Согласно этим данным, в ряде конкурсов контракт разыгрывался между двумя компаниями, зарегистрированными в один день на одного и того же человека, и обладавшими одинаковым числом сотрудников. Помимо этого, часть победивших компаний не имела отношения к железным дорогам и были признаны российскими властями фиктивными.

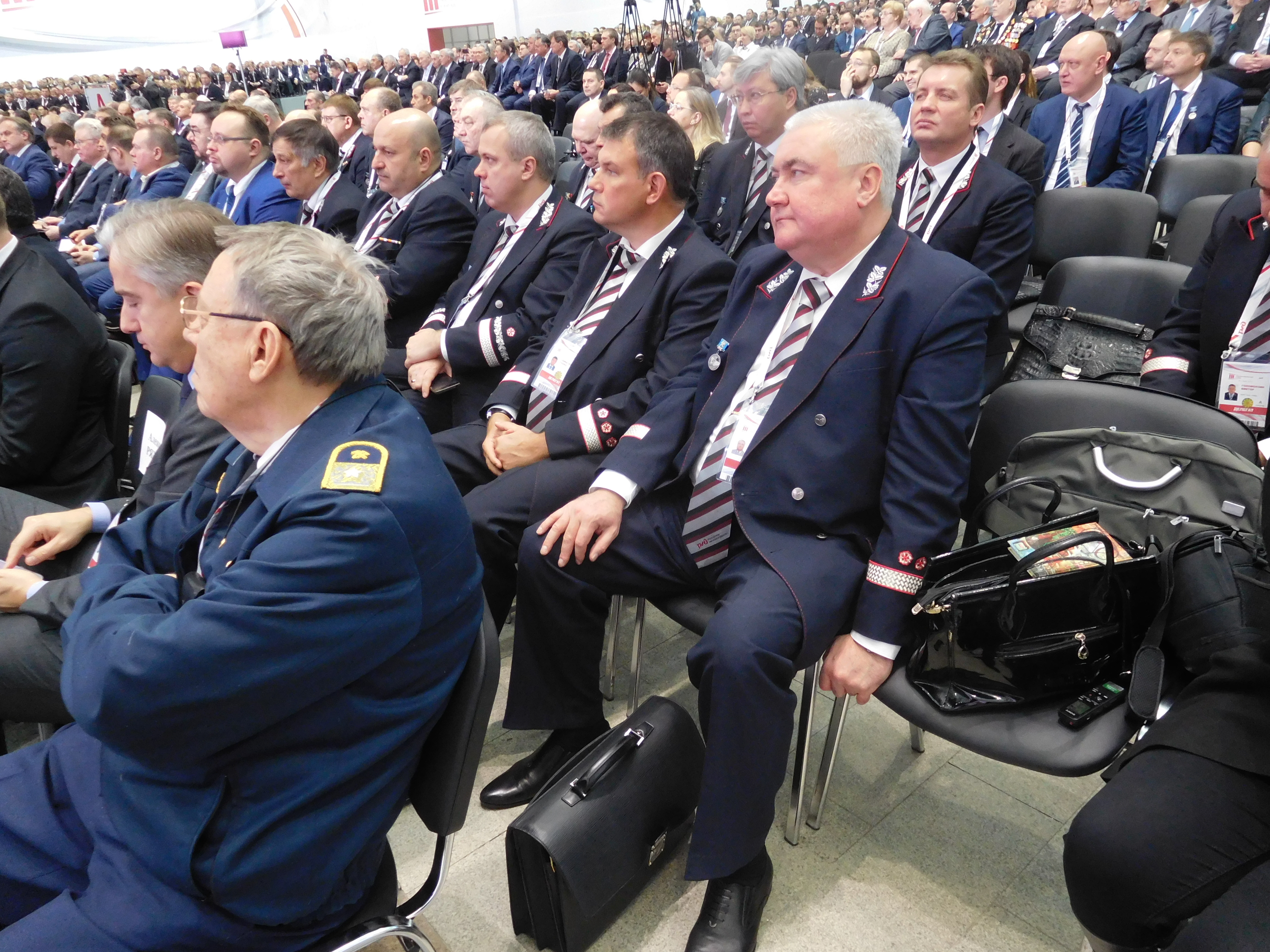
Начальник Свердловской железной дороги Алексей Миронов (1964—2019; во 2-м ряду справа) был арестован 14 декабря 2018 года по обвинению в получении взятки, покончил с собой

В марте 2014 года вокруг реконструкции Малого кольца Московской железной дороги под пассажирское движение разгорелся коррупционный скандал, связанный с хищением 122 млн руб., выделенных РЖД на инвестиционную программу по строительству пассажирской линии. Обвинение в мошенничестве в особо крупном размере было предъявлено начальнику инвестиционного управления МЖД Андрею Солдатенко и шести его сообщникам. По версии следствия, обвиняемые обеспечили победу в тендере подконтрольной фирме, завысили стоимость работ по подготовке территории под строительство в несколько раз, а похищенные деньги перевели за границу.
В 2014 году стало известно, что получившая подряд по реконструкции Байкало-Амурской и Транссибирской магистралей на 43,7 млрд рублей компания «Бамстроймеханизация» за месяц до своей победы стала принадлежать офшорным компаниям «Стерема Лимитед» (Кипр) и «Хеерден Холдингс ЛТД» (Британские Виргинские острова).
В январе 2016 года РЖД начало борьбу с неоправданными закупками дорогостоящих автомобилей функционерами дочерних структур компании за счёт её бюджета. Последовавшее увольнение руководителей «дочек» РЖД — гендиректора «ТрансТелеКома» А. Кудрявцева и начальника «Росжелдорснаба» Г. Горбунова издание Lenta.ru связало с начавшейся «чисткой в рядах начальников РЖД». В русле антикоррупционных мер за лоббирование заказов для опекаемых компаний, общее покровительство и конфликт интересов в августе 2016 года уволен начальник Приволжской железной дороги А. Храпатый.
В марте 2017 года «Новая газета» выяснила, что одним из крупнейших бенефициаров по выводу более 700 млрд руб. из России с 2011 по 2014 годы по так называемой «молдавской схеме» отмывания денег был бизнесмен и крупнейший подрядчик РЖД Алексей Крапивин. Компании Крапивина и его партнёров принимали участие в строительстве и реконструкции БАМа и Транссиба. В течение трёх лет, до 2014 года Крапивин был единственным бенефициаром двух компаний, зарегистрированных в Белизе и Панаме — Redstone Financial Ltd и Telford Trading S.A. (их названия фигурируют в «панамском архиве»). По данным «Новой газеты», эти компании получили на свои счета в швейцарском банке CBH Compagnie Bancaire Helvetique SA 277 млн долларов США (около 8,4 млрд рублей). Почти все эти средства поступили от фиктивных офшорных компаний, в пользу которых по постановлениям молдавских судов списывались деньги со счетов российских банков. По данным Reuters, многие из компаний, входившие в холдинг Крапивина, были оформлены на подставных лиц. Полученные от РЖД деньги разворовывались: сначала перечислялись на фирмы-однодневки, а затем обналичивались или выводились в офшоры.
В марте 2017 года начальник Казанского вокзала Сергей Донецкий осуждён к 2 годам колонии строгого режима и штрафу в 2,5 млн рублей за получение взяток от арендаторов вокзальной территории на сумму свыше 3 млн рублей.
В мае 2017 года компанию покинул вице-президент Салман Бабаев. Это произошло после того, как Генпрокуратура РФ установила, что топ-менеджер лоббировал интересы бизнеса своих сыновей, лично принимал решения, связанные с заключением контрактов в целях их обогащения, как членов совета директоров коммерческой организации и её конечных бенефициаров.
В мае 2018 года за совершение экономических преступлений, среди которых коммерческий подкуп, злоупотребление полномочиями и мошенничество, совершённое с использованием служебного положения, к 6 годам колонии общего режима приговорён бывший начальник Забайкальской железной дороги Валерий Фомин — это первый и единственный в истории РЖД случай уголовного осуждения начальника железной дороги.

## Критика и проблемы
- В феврале 2014 года Счётная палата Российской Федерации критиковала ОАО «РЖД» за провалы в проведении реформы железнодорожной отрасли, препятствование развитию конкуренции в перевозке грузов на условиях публичного договора, отсутствие доступа всех заинтересованных пользователей к услугам железнодорожной инфраструктуры, высокую изношенность парка локомотивов и грузовых вагонов, низкую техническую оснащённость сети железных дорог, неэффективную деятельность в сфере пригородных перевозок, отсутствие железнодорожного сообщения в ряде ключевых регионов Сибири, Севера и Дальнего Востока[347].
- В 2012 году РЖД выплатила членам правления компании 2,5 млрд рублей, что на 40 % больше, чем в 2011 году. При этом чистая прибыль за год снизилась на 54 % (до 78 млрд рублей). Пресса акцентирует, что члены правления компании получили на порядок большую долю чистой прибыли, чем их коллеги в «Газпроме»: 1,8 % против 0,17 %[348].
- В 2013 году, в связи с финансовыми трудностями корпорация начала переводить сотрудников на неполную рабочую неделю. На декабрь 2013 года, по утверждению Владимира Якунина, 27 % сотрудников (в первую очередь, из вспомогательных служб) работали в данном режиме. Независимые источники указывают, что такая мера административно распространена (цитировалась телеграмма вице-президента Д.Шаханова) также на менеджеров, управленцев среднего звена и других сотрудников РЖД, которые ежемесячно берут неоплачиваемый трёхдневный отпуск[349][350][351]. «Складывается впечатление, что госкомпании и государство воспринимают население как обслуживающий персонал, как нахлебников, как источник непроизводственных расходов, на которых и нужно экономить в первую очередь в трудной ситуации», указывает Gazeta.ru в редакционном комментарии к ведомственному зарплатному секвестру[352].
- 5 декабря 2013 года президент РФ В. Путин критиковал ОАО «РЖД» за расточительность при проведении новогоднего корпоратива, на который предполагалось потратить из бюджета компании 53 млн рублей[353][354]. Реагируя на критику, президент компании В. Якунин 13 декабря объявил, что новогодний корпоратив будет оплачен из личных средств членов правления компании[355].
- ОАО «РЖД» нередко подвергается критике за протекционизм. В частности, Раиса Паршина, председатель совета директоров Дальневосточной транспортной группы (более 20 лет проработала в системе МПС, в том числе во главе Дорожного центра фирменного транспортного обслуживания Дальневосточной железной дороги), указывала на жёсткое противодействие со стороны РЖД частным инвестициям в железнодорожные перевозки (за исключением компаний, аффилированных с самими РЖД), а также на серьёзное сопротивление реформированию отрасли[356].
- РЖД также подвергалось критике в связи с проектом по запуску скоростных поездов «Сапсан» и «Аллегро». Противники ОАО «РЖД» заявляли, что при запуске скоростного движения не было уделено достаточно внимания обеспечению безопасности, в связи с чем под колёсами скоростных поездов часто гибнут и получают увечья люди[357][358]. Родственники погибших неоднократно обращались с судебными исками к ОАО «РЖД»[358][359]. Также недовольство вызывали факты существенного сокращения пригородного и межобластного сообщения для обеспечения скоростного движения на направлениях Москва — Санкт-Петербург и Санкт-Петербург — Выборг[357]. Скоростные поезда неоднократно становились предметами атак вандалов, забрасывающих составы камнями[357][358]. Для улучшения имиджа скоростного поезда ОАО «РЖД» выпустило мультипликационный мини-сериал с главным героем Сапсанчиком[360].
- 27 октября 2014 на встрече президента РФ В. Путина с губернатором Камчатского края В. Илюхиным РЖД критиковалось за слишком дорогие тарифы на вывоз дальневосточной рыбы и морских деликатесов (а судами через Арктику рыба прибывает в Санкт-Петербург на 22-е сутки), из-за чего морепродукты дешевле и проще сбыть в страны Юго-Восточной Азии[361].
- В марте 2019 года Генеральная прокуратура РФ критиковала Росжелдор и РЖД в связи со слишком удорожавшими, по мнению надзорного ведомства — в 3 раза, планами развития Московского железнодорожного узла (МТУ). Однако независимые участники рынка и эксперты сочли необоснованными претензии к увеличению стоимости проектов МЦК, МЦД, развития радиальных направлений, организации скоростного движения. Вместе с тем, изучив выводы Генпрокуратуры РФ, компания обещала устранить выявленные недостатки и не допустить подобных в будущем. Незадолго до демарша Генпрокуратуры в отставку был отправлен начальник Центра по развитию Московского транспортного узла — заместитель гендиректора ОАО «РЖД» Пётр Кацыв, в первой половине 2019 года покинули свои посты начальник Московской железной дороги Владимир Молдавер и главный инженер МЖД Сергей Вязанкин[43][209][362].
- Тенденциями 2019 года гендиректор «Infoline-аналитика» Михаил Бурмистров называл сокращение перевозок и грузооборота, снижение цен на уголь, который был драйвером роста грузооборота в прежние годы, а также отставание по вводу в эксплуатацию объектов на БАМе и Транссибе на фоне увеличивающегося спроса на экспорт грузов в направлении портов Дальнего Востока[363].

### Критика качества рельсов, используемых РЖД
Директор Центра «Интеллектуальные ресурсы» Московского института стали и сплавов и НП НСРО «РУСЛОМ.КОМ» Виктор Ковшевный 22 марта 2017 года в эфире РБК-ТВ критиковал чрезмерное, по его мнению, использование японских рельсов на магистралях РЖД, в частности, на линии Москва — Санкт-Петербург. Импортные рельсы из Японии и Австрии использовались также при реконструкции Московского центрального кольца под пассажирское движение. Начальник Московской железной дороги Владимир Молдавер, характеризуя в октябре 2017 года сумму, уплаченную за японские и австрийские рельсы, как «баснословную», вместе с тем отметил, что цена соответствует качеству, а нижнетагильские рельсы, если учесть траты на регулярный ремонт пути, обходятся компании РЖД ещё дороже. Ранее начальник Московской дирекции по ремонту пути ОАО «РЖД» Леонид Воробьёв уточнил, что контракт на поставку для ОАО «РЖД» рельсов нового стандарта в 2012 году был сорван из-за проблем российских металлургов, в частности, из-за затянувшейся реконструкции на Нижнетагильском (НТМК) и Кузнецком металлургических комбинатах (КМК), входящих в Evraz Group S.A. Первая партия 100-метровых рельсов Запсиба была отгружена для ОАО «РЖД» только в июне 2014 года. Полностью от закупки японских рельсов РЖД отказалось и разместило заказы на российских предприятиях «Евраз» и «Мечел» при президенте Белозёрове в 2016 году. В 2019 году РЖД закупало только российские рельсы объёмом около 1 млн тонн в пропорциях: производства Евраз — 85 %, производства Мечел — 15 %.
В 2018 году в корпоративной печати опубликованы новейшие российские научные исследования, выполненные в проектно-конструкторском бюро по инфраструктуре РЖД, согласно которым выяснилось, что износостойкость японских рельсов примерно в 2,5 раза превышает аналогичный показатель российских. Эксплуатация отечественных рельсов в условиях ниже 40 градусов Цельсия приводит к изломам рельсов в 3 раза чаще, чем в условиях средней полосы России; наибольшему износу рельсы подвергаются в кривых малого радиуса менее 350 м, а также на подъёмах и спусках. К 2018 году гарантийный срок службы рельсов, эксплуатируемых на инфраструктуре РЖД, составляет 700 млн ткм брутто, в стадии испытаний находятся более прочные рельсы с ресурсом до 1,5 млрд тонн. Однако, по мнению российских учёных, компании для развития тяжеловесного движения и роста скоростей грузовых поездов необходимо переходить на инновационные рельсы с ресурсом в 2,5 млрд тонн, которые нигде в России пока не производятся.

## Факты

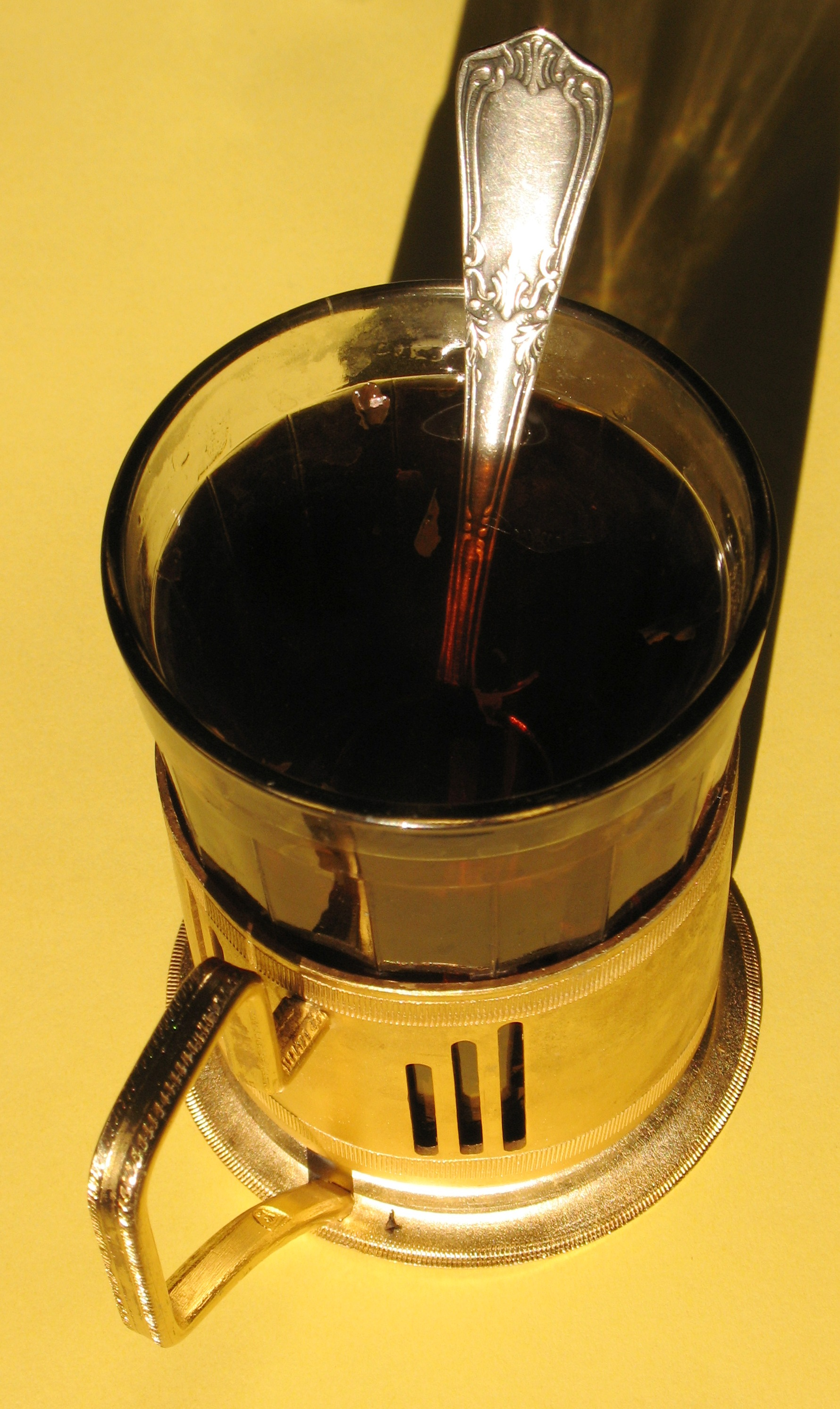
Традиционно чай подаётся с подстаканником. Традиция подавать чай в поезде появилась в марте 1898 года в «Сибирском экспрессе» на маршруте Москва — Омск

- Российские железные дороги потребляют до 6 % всей произведённой электроэнергии в стране, или 44 млрд кВт·ч в год, и 10 % дизельного топлива[373].
- Всего в железнодорожной отрасли России, по данным В. Якунина (2012), работали 1 млн 200 тыс. человек[374]. По состоянию на 2018 год непосредственно в ОАО «РЖД» работают около 737 тыс. чел; 42,1 % персонала РЖД или около 380 тыс. чел — моложе 35 лет[69][70][71].
- Средняя зарплата в компании по состоянию на ноябрь 2017 года — 50 тыс. руб[375]. Это выше, чем средняя зарплата в регионах присутствия РЖД, кроме Ямало-Ненецкого автономного округа, Сахалинской области и Москвы. Только в этих трёх регионах зарплата железнодорожников уступает средней по промышленности (в Москве 92 тыс. руб в месяц)[69][376].
- В большом интервью тогдашнего главы РЖД Якунина, опубликованном 30 сентября 2014 года в корпоративной железнодорожной газете «Гудок», упоминалось о том, что члены правления ОАО «РЖД» получают вознаграждение в среднем 6 млн рублей в месяц[377].
- Самые протяжённые беспересадочные маршруты — 10 267 км: Москва-Ярославская ↔ Пхеньян-Главный через Хабаровск I (беспересадочный вагон к поезду № 001/002 Москва ↔ Владивосток, с 2011 года проезд разрешён только гражданам КНДР)
- Самый протяжённый в России маршрут с сидячими вагонами от Владикавказа до Москвы длиной в 1900 км поезд преодолевает за 36 ч 10 мин. На втором месте поезд с сидячими вагонами Самара — Санкт-Петербург, маршрут длиной 1617 км поезд проходит за 39 ч 30 мин[378].
- По состоянию на 2017 год ОАО «РЖД» имела зарубежные представительства в ряде регионов: Европе (Венгрия, Беларусь, Польша, Словакия, Украина, Германия, Финляндия, Эстония, Франция), Передней Азии (Иран), Восточной Азии (Китай, КНДР, Япония)[379].
- До революции в России существовало одноимённое Главное общество российских железных дорог, образованное 26 января (7 февраля) 1857 года в соответствии с императорским указом Александра II[380]. Учредителями общества являлись русские, польские, английские и французские банкиры. Капитал общества составлял 275 млн рублей серебром. Первым председателем Совета управления общества был барон Пётр Казимирович Мейендорф, а главным директором являлся Карл Колдиньон — главный инспектор мостов и дорог Франции. В 1859 году каждый пассажир имел право бесплатно провозить один пуд багажа, а остальной багаж оплачивался по отдельному тарифу[381].
- В октябре 2017 года, к 180-летию начала движения по первой в России железной дороге Санкт-Петербург — Царское Село, у Балтийского вокзала в Санкт-Петербурге открыт крупнейший в мире железнодорожный музей — музей Российских железных дорог[382].
- Корпоративные праздники РЖД — День железнодорожника (первое воскресенье августа, это также и государственный праздник, закреплённый указом Президиума Верховного Совета СССР от 1 октября 1980 года «О праздничных и памятных днях») и День основания компании (1 октября). В 2019 году Правительство России и подведомственные органы в ходе исполнения так называемой «регуляторной гильотины»[383] задумались о возможной отмене Дня железнодорожника как государственного праздника, закрытии старейшей отраслевой газеты мира «Московский железнодорожник» (издаётся с 1877 года), что вызвало обеспокоенность среди работников отрасли и в СМИ[384].

## Спорт, благотворительность, образование

Благотворительное выступление Дмитрия Маликова на Казанском вокзале. Апрель 2013 года

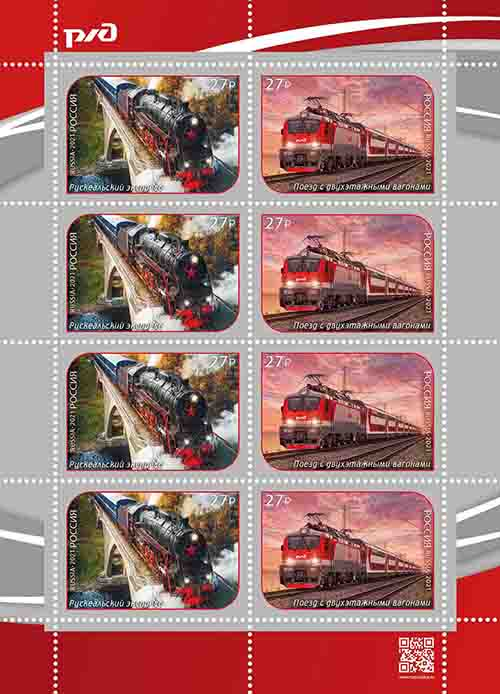
Почтовый лист. Железнодорожный транспорт России. Современные поезда

- Почтовый лист. Железнодорожный транспорт России. Современные поездаКомпания поддерживает ряд спортивных клубов и коллективов. Среди наиболее известных — футбольный клуб «Локомотив» (Москва); хоккейные клубы «Локомотив» (Ярославль) и «Сочи», а также баскетбольный клуб «Локомотив-Кубань»[385], генеральным спонсором которых является ОАО «РЖД». Также компания спонсирует автогоночную команду Russian Time в гоночной серии GP2[386][387].
- С 1936 года функционирует добровольное спортивное общество железнодорожников — «Локомотив»; с 2003 года в финансировании общества принимает участие ОАО «РЖД».
- ОАО «РЖД», регулярно отправлявшее до 2015 года своих работников в вынужденные отпуска без содержания и жаловавшееся на нехватку финансирования для реализации производственных программ[377], с сентября 2014 года выступило спонсором ледового шоу «Ледниковый период», о чём указано в титрах телепередачи. С 2019 года РЖД спонсирует «Экономический обзор» в ежедневных выпусках новостей федерального телеканала НТВ, о чём указано в заставке передачи.
- 28 сентября 2015 года премьер-министр РФ Дмитрий Медведев поручил руководству РЖД в целях экономии ресурсов избавиться от непрофильных активов — футбольного клуба «Локомотив» и корпоративного телевидения «РЖД-ТВ». Ранее председателем правительства было предписано новому главе компании Белозёрову сократить расходы холдинга на 10 %. С учётом встречных пожеланий президента Путина компания нашла возможность сохранить оба крупных непрофильных актива, произведя экономию в других расходных статьях, в том числе в инвестициях, развитии инфраструктурных проектов, закупке новой техники[146][388][389]. Ежегодные расходы РЖД на содержание футбольной команды «Локомотив» в 2018 году составляли 6 млрд рублей[390].
- Система подготовки дипломированных кадров для РЖД включает 9 организаций высшего образования и их филиальную сеть: Российский университет транспорта (МИИТ), а также Дальневосточный, Иркутский, Омский, Петербургский, Ростовский, Самарский, Сибирский и Уральский государственные университеты путей сообщения.
- ОАО «РЖД» издаёт единственную в России федеральную отраслевую газету — «Гудок».
- Из 3,8 млн российских волонтёров около 60 тыс. работают в РЖД (2018)[391].
- На балансе РЖД находится 70 Дворцов культуры железнодорожников (в том числе Центральный — ЦДКЖ), которые в бюджетно-финансовых документах компании именуются «непроизводственными активами целевого назначения»[392].

## Награды
- Почётный знак Российской Федерации «За успехи в труде» (27 марта 2023 года) — за большой вклад в развитие железнодорожного транспорта[393]